# أعرف لماذا يغرد الطائر الحبيس
كتاب أعرف لماذا يغرد الطائر الحبيس (بالإنجليزية: I Know Why the Caged Bird Sings) هو سيرة ذاتية كتبتها الكاتبة الأمريكية من أصل إفريقي، والشاعرة مايا أنجيلو عام 1969م حول السنوات الأولى من حياتها. ويتضمن الإصدار الأول سلسلة من سبعة مجلدات تتحدث عن النمو النفسي، والعقلي للكاتبة من مرحلة طفولتها إلى مرحلة بلوغها، والكيفية، التي تساعد بها كل من قوة الشخصية، وحب الأدب في التغلب على العنصرية، والآلام النفسية. ويسترسل الكتاب، عندما يتم إرسال مايا، وأخيها الأكبر إلى إيستامبس، بأركنساس؛ ليحيا كل منهما مع جدتهما، وينتهي عندما تصبح مايا أمًا في السابعة عشر من عمرها. وخلال أحداث كتاب أعرف لماذا يغرد الطائر الحبيس، تتحول مايا من ضحية للعنصرية، التي سببت لها عقدة الدونية، إلى فتاة متزنة تتسم بالكرامة، ورباطة الجأش، وقادرة على التصدي للتحيز، ومواجهة الجائِر، الذي يحاول سلب حقها.
وقد تحداها صديقها المؤلف جيمس بالدوين، ومحررها روبرت لومس أن تكتب سيرتها الذاتية (والسيرة الذاتية تعد صنفًا أدبيًا قائماً بذاته). ويصنف نقاد الأدب سيرتها بوصفها عملاً أدبيًا؛ حيث امْتَزَجت فيه كتابة السيرة الذاتية مع الخيال، فاستخدمت مايا أنجيلو أسلوب التطور الموضوعي، وأساليب أخرى شائعة في كتابة الرواية، ولكن الرؤية النقدية السائدة تُصنِّفُ كتابها تحت بند السيرة الذاتية، وتحاول مايا في كتابها اِنْتِقاد هذا الصنف من الأدب وتغييره وتوسيع نطاقه. ويشمل الكتاب مجموعة من الموضوعات السائدة في كتابات السيرة الذاتية التي كتبتها نساء من السود الأمريكيين في الأعوام التي تلت حركة الحقوق المدنية، وتضمنت تلك الحركة مظاهر منها الاحتفال بالأمومة (وخاصة الأم ذات البشرة السمراء)، واِنْتِقاد العنصرية، وتبجيل العائلة، والمطالبة بالاستقلال، والكرامة الشخصية، والتعريف بالذات.
وتستخدم مايا أنجيلو سيرتها الذاتية؛ لاستكشاف بعض الموضوعات، على سبيل الحصر: الهوية، والاغتصاب، والعنصرية، وتعلم القراءة، والكتابة. كما تستخدم أساليب، وطرق جديدة في الكتابة، تتحدث فيها عن حياة النساء في المجتمعات الذكورية. وتعد مايا النسخة المصغرة من حياة أنجيلو، والشخصية الرئيسة في الكتاب، وأطلق عليها لقب «الشخصية الرمزية لأية فتاة سوداء تترعرع في أمريكا». ويهيمن على الكتاب وصف مايا أنجيلو لحادثة اغْتِصابها، وهي في ربيعها الثامن، على الرغم من الوصف المختصر لتلك الحادثة في الكتاب. وتستخدم مايا كلمة «الاغْتِصاب» في الكتاب بكونها مجرد استعارة؛ لوصف معاناة بني جنسها، كما تستخدم اِسْتِعارَةً أخرى في الكتاب، وهي صورة الطائر، الذي يناضل من أجل الهروب من القفص. وكانت هذه الاِسْتِعارَة بمثابة الصورة الرئيسة طوال هذا العمل الأدبي؛ حيث تتكون من سلسلة من الدروس حول مقاومة القمع العنصري. وتضفي معالجة مايا أنجيلو لقضية العنصرية على الكتاب الوحدة الموضوعية. وقد أتاح تَعلم القراءة، والكتابة، واِمْتِلاك قوة التعبير بالكلمات لمايا أنجيلو القدرة على التعامل مع عالمها المُحير، فقد أصبحت الكتب مأواها، وملاذها، وهي تمضي قُدمًا؛ لحل مشكلاتها، وآلامها النفسية.
ورُشِّحَ الكتاب لنيل الجائزة الوطنية للكتاب في عام 1970م، وظل على الغلاف الخارجي لجريدة النيويورك تايمز في قائمة الكتب الأكثر مبيعًا لمدة عامين. وقد استخدم هذا الكتاب في المناهج التعليمية بدءًا من المدارس الثانوية إلى الجامعات. ولاقى الكتاب احْتِفَالًا كبيرًا، لخلقه آفاقًا أدبية جديدة للدراسات الأمريكية، في حين تسبب تَصوير الكتاب لمشاهد اغْتِصاب الأطفال، والعنصرية، والحياة الجنسية في منعه في بعض المدارس، والمكتبات.
صدرت الترجمة العربية للرواية عن دار ميلاد للنشر والتوزيع سنة 2016، من ترجمة الكاتب والروائي السعودي إياد عبد الرحمن، وقد حظيت هذه الترجمة بتقديم الإعلامية الأميركية أوبرا وينفري.

## نبذة عن حياة مايا أنجيلو

أحد مقولات مايا أنجيلو.

مارجريت آن جونسون، وشهرتها مايا أنجيلو (بالإنجليزية: Maya Angelou، وتنطق /ˈmaɪ.ə ˈændʒəloʊ/)  هي شاعرة، وكاتبة أمريكية، أصدرت سبعة سير ذاتية، وخمسة كتب في فن المقال، والعديد من المجموعات الشعرية. وتتميز بقائمة من المسرحيات، والأفلام، والبرامج التليفزيونية، التي اِمْتَدَّت نحو أكثر من خمسين عام. وحصلت أنجيلو على عشرات الجوائز، ذلك بالإضافة إلى حصولها على أكثر من ثلاثين شهادة دكتوراه فخرية. وتشتهر بسلسلة التراجم الذاتية، التي تنصب على مرحلة طفولتها، وتجاربها الأُوَلي في مرحلة المراهقة. وتناولت سيرتها الذاتية الأولى «أعرف لماذا يغرد الطائر الحبيس» حياتها منذ لحظة الميلاد، وحتى سن السابعة عشر. وقد منحتها تلك السيرة الذاتية اِعْتِرافًا، وإطراءً عالميًا، وشهرة واسعة. ومن الجدير بالذكر، إن أول من لقبها باسم«مايا» أخوها بيلي، وذلك اخْتِصَارًا لـ"Mya sister"، أو "My".
 أما «اِجْتَمَعَا معًا في اسمي»، وهي السيرة الذاتية الثانية لمايا أنجيلو، التي تروي فيها حياتها من السابعة عشر إلى التاسعة عشر، وتصور فيها«إنْحِدار أم وحيدة إلى أسفل السلم الاجتماعي للفقر، والجريمة». وطيلة المرحلة الفنية، ظلت معروفة باسم«مارجريت آن جونسون» أو «ريتا»، ولكنها غيرت اسمها المهني إلى «مايا أنجيلو» ذلك «الاسم المميز»،  الذي أسر ملايين القلوب الشغوفة بأدائها الراقص على موسيقى الكاليبسو.

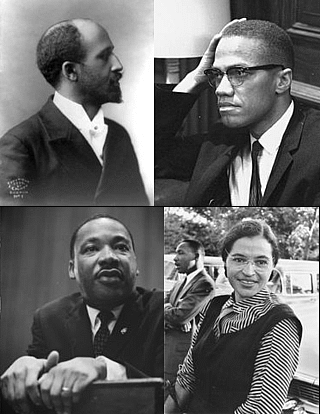
أبرز رموز حركة الحقوق المدنية.

واِشْتَهَرَت أنجيلو، وذاع صيتها، بعدما نشرت مذكراتها سنة 1969 تحت عنوان «أعرف لماذا يغرد الطائر الحبيس». وكان هذا الجزء الأول من سلسلة من سبعة أجزاء لسيرتها الذاتية، التي سردت فيها معاناتها، ومآسيها خلال مرحلة الطفولة في جنوب الولايات المتحدة في حقبة الثلاثينيات. وبإصدار تلك السيرة الذاتية، أصبحت أنجيلو من أوائل الأمريكيات الأفارقة، تمكنًا من سرد حياتهن الشخصية على مشهد من الناس. وتحظى أنجيلو باحْتِرام كبير، وذلك باعْتِبارها المتحدث الرسمي للأمريكيين السود. وتعتبر أعمالها بمثابة جبهة الدفاع عن ثقافة الأمريكيين الأفارقة. ورغم محاولات حظر كتبها من بعض مكتبات الولايات المتحدة، تم استخدام أعمالها على نطاق واسع في المدارس وجامعات العالم، كما تم وصف الأعمال الكبرى لمايا أنجيلو بأنها سير ذاتية روائية، غير أن العديد من النقاد اِعْتَبَرَوا هذه الأعمال مجرد سير ذاتية. وتعمدت أنجيلو تغيير النمط الشائع في كتابة السير الذاتية، وذلك من خلال نقد، وتنويع، وتوسيع نطاق هذا النوع الأدبي. وتتمركز كتبها في مناقشة موضوعات تعبيرية عديدة، منها على سبيل المثال العنصرية، والهوية، والأسرة، والسفر، والترحال. وتشتهر أنجيلو بأنها كاتبة سير ذاتية، ولكنها أيضًا شاعرة عظيمة، بالرغم من ردود الأفعال المتباينة على قصائدها.
وتنطبق مقولة «للسفر فوائد جمة» على حياة مايا أنجيلو؛ فبدأت في تعلم لغة كل بلد زارته، وخلال سنوات قليلة أتقنت العديد من اللغات. وتجيد أنجيلو ست لغات، منها الفرنسية، الإسبانية، الإنجليزية، الإيطالية، والعربية. وعلى الرغم من حصولها على العديد من شهادات الدكتوراه الفخرية من جامعات مرموقة، مايا لم تتلقِ أي تعليم جامعي. وهي شاعرة، وكاتبة، وصحفية، ومغنية، وممثلة، وروائية، وناشطة في حقوق الإنسان. وفي الختام، إن كتاب«الطائر الحبيس» هو سيرة ذاتية للألم، الذي رافق طفلة صغيرة، فقدت البراءة، ومرفوضة من مجتمع عنصري متشدد في ثلاثينات القرن الماضي. وشعرت مايا بعدم قدرتها على السيطرة على قَدرها، ولكن في اللحظة، التي تعلمت فيها قبول ابنهاغاي، والأحداث العاصفة، التي رافقت حملها، أخذ ذلك الشعور يخف رويدًا..رويدًا مثل (الطائر الحبيس)، لقد وجدت الحرية في التعبير الذاتي، وعندها استطاعت السيطرة على حياتها. وقد كتبت أنجيلو عن العرق، والنوع، والحياة في قصائدها، ومذكراتها، وحقق لها كتابها (أعرف لماذا يغرد الطائر الحبيس) شهرة كبيرة بعد نشره عام 1970. وصرحت وسائل الإعلام المحلية إن الكاتبة، والشاعرة الأمريكية مايا أنجيلو رحلت عن عالمنا عن عمر يناهز 86 عامًا في ولاية نورث كارولاينا في 28 مايو 2014، بعد أن قضت 50 عامًا في قيادة المشهد الأدبي في الولايات المتحدة.

## الخلفية

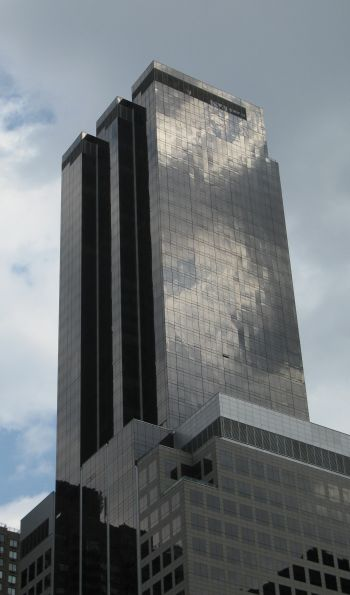
راندوم هاوس Random House

عملت مايا أنجيلو- في الفترة، التي تسبق كتابة أعرف لماذا يغرد الطائر الحبيس- في العديد من الوظائف، التي استغرقت فترة طويلة منها: طاهية للمقليات، وراقصة، وممثلة، وشاعرة، ومربية، وعملت أيضًا في بيوت الدعارة. وفي أواخر الخمسينيات من القرن العشرين، اِنْضَمَّت مايا لنقابة كتاب هارلم. وهناك قابلت العديد من أهم المؤلفين الأمريكيين من أصل إفريقي، وكان من بين فريق النقابة صديقها، ومرشدها جيمس بالدوين. وقد أَلْهَمَ مارتن لوثر كينغ زعيم حركة الحقوق المدنية مايا أنجيلو، بعدما سمعته يتحدث لأول مرة في عام 1960م؛ للانْضِمَام لحركة الحقوق المدنية. وحينها قدمت مايا أنجيلو لمارتن لوثر كينغ العديد من الفرص الذهبية، وهذا ما جعله يطلق عليه لقب «المنسق الشمالي لمؤتمر القيادة المسيحية الجنوبية»، ومن ثَم عملت مايا أنجيلو لعدة سنوات في غانا بجنوب أفريقيا صحفية، وممثلة، ومربية. ولكن لم يستمر هذا الوضع طويلًا، حيث استدعاها مالكوم إكس، للعودة إلى الولايات المتحدة الأمريكية؛ للعمل معه قبل اغتِياله في عام 1965م. وفي عام 1968، طلب منها مارتن لوثر كينغ تنظيم مسيرة، وبالفعل وافقت، ولكنها «قامت بتأجيل هذا الطلب مرة ثانية»، فيما أطلقت عليه جيليسبي «مصير مروع»،  ولكنه أيضًا تعرض للاغْتِيَال.

وكانت هذه الاغْتِيَآلات مؤلمة خاصة لمايا أنجيلو، لأنها سبق أن وافقت على العمل مع كل من مالكوم، وكينج قبل شهور قليلة من اغْتِيَالهم. وصادف وفاة كينج يوم عيد ميلادها الأربعين، مما جعلها تكف عن الاحْتِفَال به لعدة أعوام. وتعرضت أنجيلو لحالة من الإحباط مرة أخرى، ولكن بالدوين رفع معنوياتها، وشجعها على الخروج من هذه الحالة، وكما ذكرت جيليسبي "إذا كان عام 1968 سنة من الألم، والفقدان، والأسى، فقد كانت عامًا شهدت فيه أمريكا اِمْتِداد، وعمق روح أنجيلو، وعبقريتها الخارقة. وبالرغم من عدم وجود أدنى خبرة لأنجيلو في مجال صناعة الأفلام، كتبت، وأنتجت " بلاكس، وبلوز، وبلاك"؛ وهي سلسلة أفلام وثائقية مكونة من عشرة أجزاء تتناول العلاقة بين موسيقي البلوز، وتراث الأمريكيين -الأفارقة، بجانب ما تطلق عليه أنجيلو " الروح الأفريقية، التي لا تزال قائمة بالولايات المتحدة، " لصالح التليفزيون التربوي الوطني. وحين أعربت عن اِكْتِئابها الشديد في الشهور، التي تلت اغْتِيَال كينج، حاول بالدوين رفع روحها المعنوية، فدعاها لحفل عشاء في بيت رسام الكاريكاتير جول فايفر، وزوجته جودي في أواخر عام 1968م. وهناك بدأ الضيوف في سرد ذكريات عن قصص طفولتهم، ونالت قصص مايا أنجيلو إعجاب جودي فيفر. وفي اليوم التالي، اِتَّصَلَت جودي فيفر بروبيرت لومس، الذي أصبح المحرر الخاص لمايا أنجيلو في مشوارها المهني الطويل في الكتابة، حتى تقاعد في عام 2011م،  في دار نشر راندوم هاوس، وأخبرته قائلة: "يجب أن تفسح لها المجال لتأليف كتاب". في البداية، رفضت مايا بشدة، لكونها تظن أنها شاعرة، وكاتبة مسرحية. وكان لبالدوين- وفقًا لمايا أنجيلو- اليد الخفية في إقناعها بتأليف الكتاب، ونصح لومس باستخدام علم النفس بطريقة عكسية قليلًا، لاسْتِفْزاز موهبتها للكتابة. وفي هذا الحفل، تحداها المحرر روبرت لومس بدار نشر راندوم هاوس، فدفعها ذلك إلى كتابة سيرتها الذاتية الأولى "أعرف لماذا يغرد الطائر الحبيس"، التي نشرت عام 1969، ومنحتها اعْتِرافًا، وإِشَادَة دولية. وقد صرحت مايا إن لومس حفزها للكتابة عن طريق تحديها، حيث ذكرها: "إنها إذا رفضت، أو وافقت، فإنه من المستحيل كتابة سيرة ذاتية بوصفه عمل أدبي." وطبقًا لما قالته مايا عن نفسها، فإنها كانت غير قادرة على "مقاومة أي تحدي". وحينها بدأت مايا فعليًا في الابْتِعاد؛ لتأليف الطائر الحبيس، وقد أخذ منها هذا العمل عامين في كتابته.

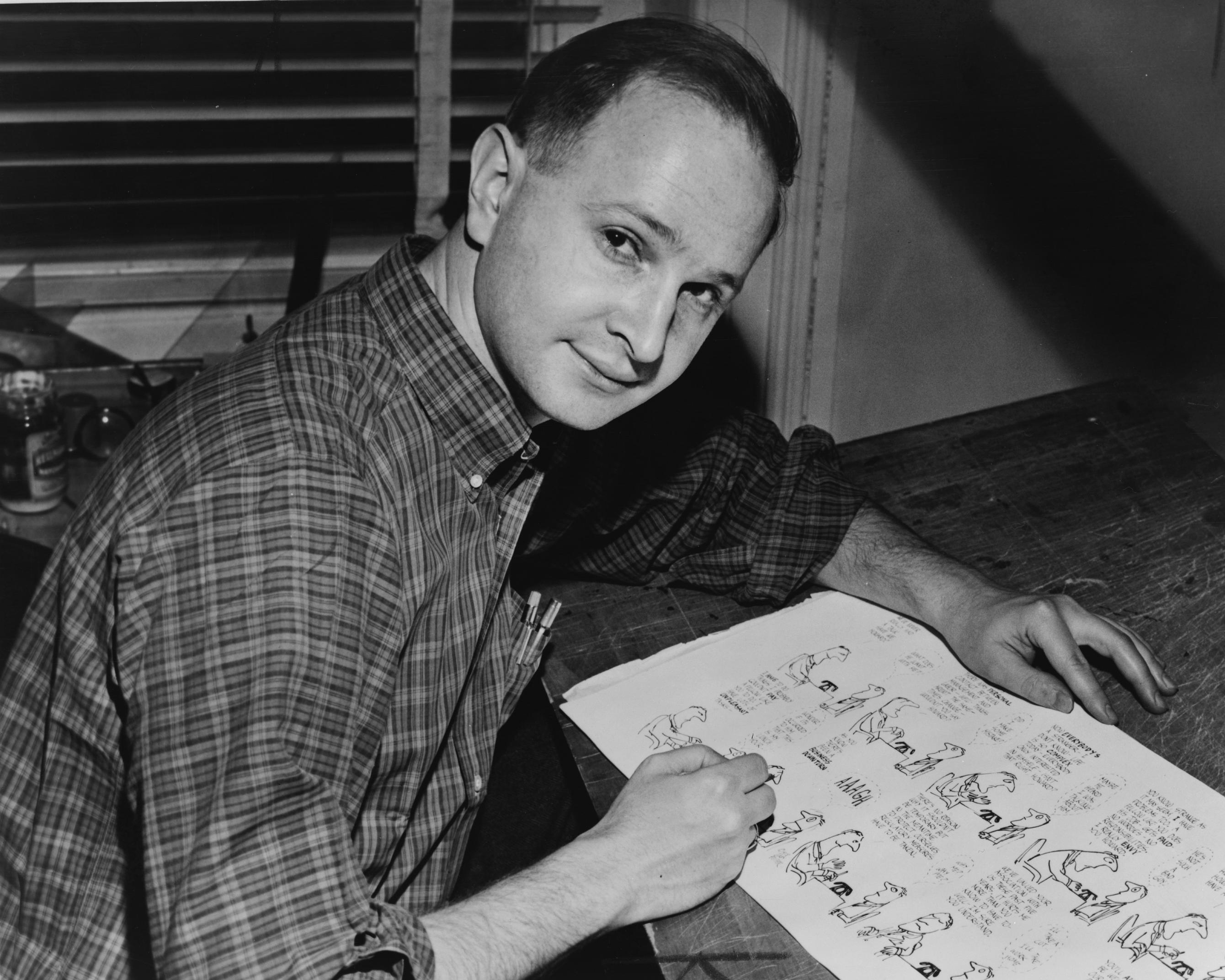
رسام الكاريكاتير جوليس فيفر(26 يناير 1929.

وبالرغم من عدم نية مايا أنجيلو في كتابة مجموعة من السير الذاتية،  فقد قامت بتأليف ست مجلدات إضافية، غطت خلالها مجموعة متنوعة من خبراتها في سن المراهقة، والشباب. وتتميز الست الإصدارات الإضافية بوحدة الأفكار، والرحلة الممتدة من أركنساس لأفريقيا، منذ نشوب الحرب العالمية الثانية، وحتى اغْتِيَال مارتن لوثر كينغ، ويختلف كل منهما عن الآخر في الأسلوب، وطريقة السرد. وتتسم الأحداث في هذه الكتب بكونها تدور في حلقات، تأخذ شكل مجموعة من القصص القصيرة، مثلما كانت في الطائر الحبيس، ومع ذلك فإن هذه الحلقات لا تتبع ترتيبًا زمنيًا صارمًا. وتشتمل الإصدارات الست على «تجمعوا معًا في اسمي» (1974) (بالإنجليزية: Gather Together in My Name)، و «الغناء، والتأرجح، والبقاء سعيدًا كما تمرح في عيد الميلاد المجيد» (1976) (بالإنجليزية: Singin' and Swingin' and Gettin' Merry Like Christmas)، و «قلب امْرَأة» (1981) (بالإنجليزية: The Heart of a Woman)، و «جميع أبناء الله يحتاجون إلى حذاء السفر» (1986) (بالإنجليزية: All God's Children Need Traveling Shoes)، و «أغنية وصلت عنان السماء» (2002) (بالإنجليزية: A Song Flung Up to Heaven)، و «أمي، وأنا، وأمي» (بالإنجليزية: Mom & Me & Mom) (في عام 2013 في عمر يناهز 85 عامًا). وقد حكم النقاد على سلسة السير الذاتية، التي كتبتها مايا أنجيلو في ضوء طلتها الأولى، وأطنب النقاد في المديح، والإطْراء بالنسبة لكتابها الطائر الحبيس، وحازت فيه على الثناء، والتقدير.

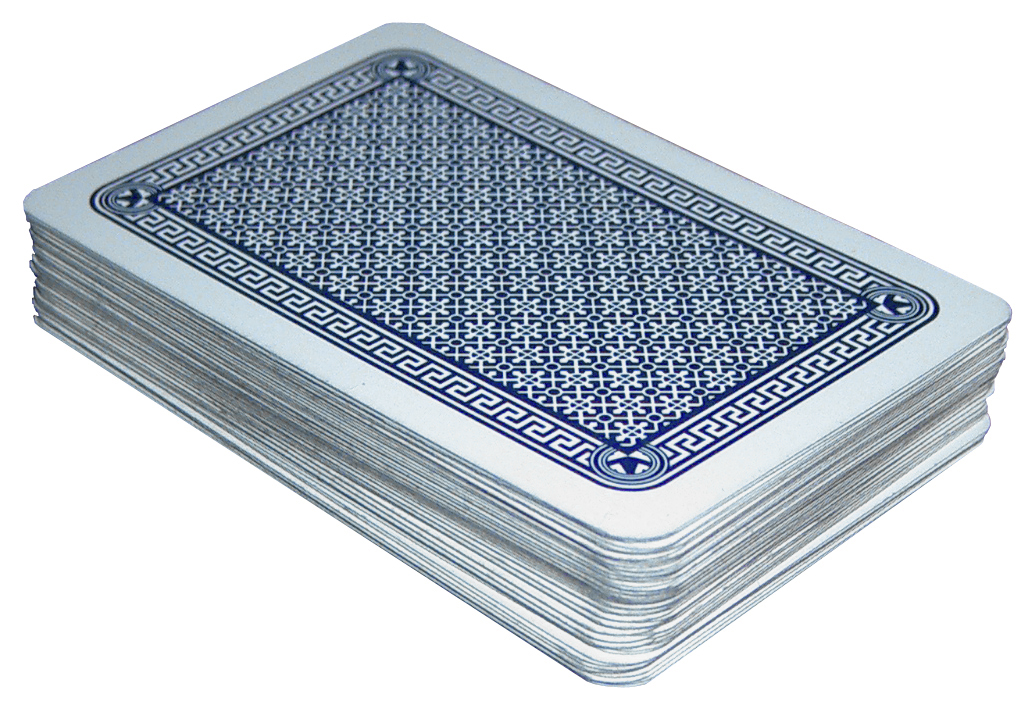
ورق لعب يساعد أنجيلو في الكتابة

وتصف أنجيلو كتاباتها بانها عملية تخضع لنظام صارم. ومنذ صدور كتاب الطائر الحبيس، استخدمت أنجيلو نفس «طقوسها الكتابية» لسنوات عديدة. فتستيقظ في الخامسة صباحًا، وتنزل في غرفة بالفندق، حيث أصْدَرت تعليمات للموظفين، بإِزَالَة أية صورة من على الجدران، ثم تكتب على وسادة يسمح لها باستخدامها، وتكتب في دفترها، وهي مستلقية على السرير، وفي يدها زجاجة من الخمر، ومعها أوراق لعب من لعبة السوليتير، ومعجم (قاموس مفردات) روجية، والكتاب المقدس، وتغادر الفندق في وقت مبكر من الظهيرة بعد انْتِهاء الكتابة. وتراوح معدل ما كانت تكتبه بين 10 و12 صفحة يوميًا، وتقوم بتعديلهم في المساء؛ ليصلوا إلى ثلاثة، أو أربعة صفحات. واستمرت أنجيلو في ممارسة تلك الطقوس، لكي«تمتع» نفسها، كما أعلنت في حوار لها عام 1989م مع هيئة الإذاعة البريطانية، أنها تستخدم هذه الطقوس في كتابتها؛ حتى «تخفف العذاب، والكرب، وعاصفة الغضب، والإجهاد، والعاصفة والاندفاع.»  ولم تتمكن أنجيلو من العمل في منزلها أبدًا معللة بقولها: “أحاول دائمًا جعل منزلي جميلاً، ولم أستطع الكتابة في محيط جميل، فذلك يلهيني”. ويترتب على ذلك، إنها عملت دائمًا في غرفة فندق، أو نزل صغير، وكلما كانت تلك الأماكن مجهولة، كلما كان ذلك أفضل. وتصف مايا روتينها اليومي في لقاء معها تم عقده في 1983م:“أستيقظ عادة في الخامسة، والنصف صباحًا، وأصبح جاهزة لشرب قهوتي في السادسة مع زوجي. ويخرج بعدها لعمله في السادسة، والنصف، وأتبعه بالخروج. واحْتَفَظ بِغرفة فندق صغيرة؛ لمزاولة الكتابة. وهناك يحتفظ بقاموس، ونسخة من الإنجيل، وورق لعب، وزجاجة شيري. وأحاول الوصول هناك في السابعة صباحًا، وأبدأ العمل، حتى الثانية بعد الظهر. وإذا تعثرت في الكتابة، فإنني أتوقف عند الثانية عشر، والنصف ظهرًا، وإذا كان يسير بشكل جيد، أكتب، حتى أتوقف. فالمكان المنعزل رائع. ومن ثَم، أكتب، وأحرر ما أكتبه في نفس الوقت، ثم أعود للمنزل، أعدّ العشاء، وأستقبل زوجي بعد عودته من العمل بلا مشاغل. فنعيش حياة طبيعية، ونحتسي شرابًا، ثم نتناول العشاء، وبعد ذلك أقرأ له أحيانًا ما كتبته في ذلك اليوم. ولا يعلق، وأنا لا استدرج تعليقاته على أية حال؛ فلا أطلبها من أحد غير محرّري، ولكنني أجد أن الاستماع للتعليقات جيد. وأحيانًا أجد خللًا فيما كتبته، وأسعى لتصحيحه في الصباح التالي.”

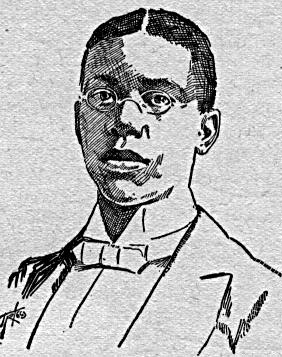
يخرج عنوان الكتاب من رحم قصيدة الشاعر الإفريقي الأميركي بول لورنس دنبار. الطائر الحبيس، الذي يعد رمزًا للرقيق المقيدين بالسلاسل، هو صورة استخدمتها أنجيلو في جميع كتاباتها.

وتستخدم أنجيلو مستوى الرؤية من الخلف، عندما تبدأ في كتابة أي موضوع، وإن كان هذا الموضوع يتعلق بتجربة مؤلمة مثل تجربة اغتصابها المريرة، وذلك من أجل الوصول إلى «الحقيقة الإنسانية، التي تكمن في رحلتها مع الحياة». ويتحدث الناقد أوبال مور عن الطائر الحبيس: «... على الرغم من قراءته بسهولة، ليس 'من السهل استيعابه، وفهمه.'» وقد ذكرت أنجيلو إنها عندما تلعب بأوراق اللعب (الكوتشينة)؛ للوصول إلى ذلك المكان السحري، فتصل لطيات ذكرياتها على نحو أكثر فعالية. واستطردت قائلة: إنها «قد تستغرق ساعة للوصول إلى ذلك، ولكن بمجرد دخولها هذا العالم السحري، فهي لحظة عزيزة جدًا عليها.» وأضافت إنها لا تجد من يخفف من آلامها، إلا إنها تستريح في «قول الحقيقة، والإفضاء بمكنوناتها»،  وإنها لم تجد أفضل من«الإفصاح بالحقيقة» مداو لآلام ذكرياتها.

### عنوان الكتاب
عند اخْتِيَارها للعنوان، لجأت أنجيلو لبول لورنس دنبار، وهو شاعر من أصل إفريقي، التي حازت أعماله إِعْجابها لسنوات عديدة. واِقْتَرَحَ آبي لينكولن مطرب الجاز، والناشط المدني هذا العنوان. واِمْتَدَحَت أنجيلو دنبار، وكذلك شكسبير؛ لتأثير دنبار في إبراز «طموحها للكتابة». فجاء عنوان الكتاب من المقطع الثالث من قصيدته «التعاطف»:.
أعرف لماذا يغرد الطائر في قفص، وهو يتوجع،
عندما تظهر رضوض جناحه، وقرحه في صدره،
عندما يضرب القضبان، ويريد أن يصبح حرًا؛
فهي ليست أنشودة للفرح، أو الغبطة،
ولكنها الصلاة، التي يرسلها من عمق قلبه،
لكنها النداء، الذي تصاعد إلى عنان السماء، وهو يحاول الهروب-
أعرف لماذا يغرد الطائر في قفص.

## ملخص الأحداث
تبدأ أحداث الكتاب سنة 1931 بذكريات طفولتها، وتمضي تلك الأحداث إلى نهاية الحرب العالمية الثانية، وتتزامن أحداثه مع أحداث تاريخية مثل: الكساد العظيم إلى بطولة الوزن الثقيل في الملاكمة، حيث يحرز الأسود جو لويس النصر على خصمه الأبيض، ويفوز بالجائزة في مجتمع يهيمن عليه الرجل البيض. وتتمحور فكرة الكتاب حول فكرتين أساسيتين: النصر على العقبات، والبحث عن الهوية. فهو كتاب يعلم القارئ درسًا في احْتِرام الذات. ويتميز نثر مايا أنجيلو بوفرة الصور الحسية، التي تأسر الأذواق. ويتمتع أُسْلُوبها بالمرح، وبالحوار مَحَطّ الأنظار، الذي يجذب القارئ إلى النص. ويوضح الكتاب التفرقة العنصرية، التي كانت سائدة في ثلاثينات القرن الماضي، بحيث لم يرِ الأطفال السود الرجل الأبيض- كما تقول الكاتبة- إلا سماعًا.

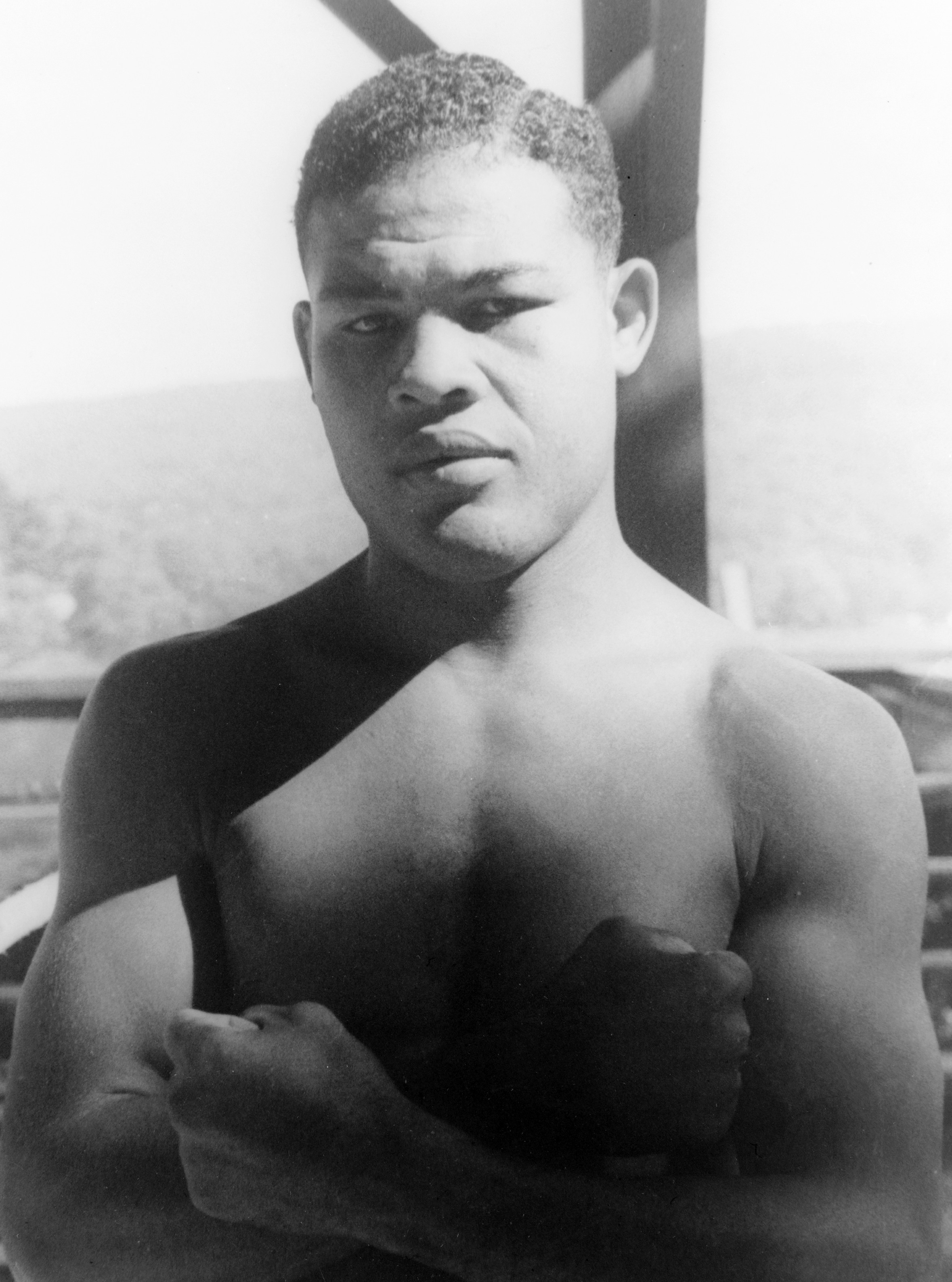
جوزيف لويس بارو (13 من مايو 1914م – 12 من أبريل 1981م)

ويتَعَقّبَ «أعرف لماذا يغرد الطائر الحبيس» حياة مارغريت (أطلق شقيقها عليها «ماي»، أو «مايا») من سن ثلاث أعوام إلى اثنتي عشر سنة، والصراعات، التي تواجهها، وخاصة العنصرية في جنوب الولايات المتحدة. وبعدما تخلى والديهم عنهم، ذهبت مايا، وشقيقها بيلي الأكبر سنًا منها؛ للعيش مع جدتهم (موما)، وعمهم الطريح الفراش (العم ويلي) في إيستامبس، بأركنساس. ويراود مايا، وبيلي فكرة تخلي والديهم عنهم في جميع أجزاء الكتاب، فسافر الآباء بمفردهم، وتركوهم كأنهم مجرد أمتعة.
وتظهر العديد من المشكلات، التي واجهت مايا في طفولتها، بسبب العنصرية المعلنة من جيرانها ذوي البشرة البيضاء. وعلى الرغم من أن موما غنية نسبيًا؛ لأنها تملك متجر عام في قلب إيستامبس 'في مجتمع سود'، ويقوم الأطفال ذوو البشرة البيضاء في بلدتها بتعب أسرة مايا بلا هوادة، ويثيروا لهم المتاعب. وكشفت واحدة من هؤلاء الفتيات منوايت تراش "powhitetrash" ((بالإنجليزية: White trash). وقد كشفت أحد الفتيات لموما، على سبيل المثال، عن شعر العانة في حادث مُهين. وفي الأجزاء الأولى من الكتاب، أخفت موما العم ويلي في سلة خضراوات، لحمايته من غزو كو كلوكس كلان. وتحملت مايا إهانة تغيير صاحب العمل العنصري اسمها من مايا إلى مريم. وسخر متحدث من البيض في حفل تخرجها من الصف الثامن من الجمهور أسود البشرة، عن طريق الإيحاء بأن لديهم فرص عمل محدودة. ورفض طبيب أسنان ذو البشرة البيضاء علاج سنة متعفنة لمايا، حتى عندما ذكرته «موما» إنها أَعَارَته المال، خلال فترة الكساد. ويتمتع مجتمع السود من إيستامبس بلحظة من الاِنْتِصار العنصري، عندما استمعوا إلى البث الإذاعي في بطولة القتال، الذي فاز بها جو لويس، ولكنهم عمومًا يشعرون بقمع عنصري من العيار الثقيل.

مجتمع إيستامبس، بأركنساس هو مقر معظم أحداث الكتاب.

وتظهر نقطة التحول في الكتاب، عندما يأتي والد مايا، وبيلي بشكل يفوق المعقول إلى إيستامبس، وعندما يغادرها، يأخذ الطفلين معه، ولكنه سرعان ما يتركهما مع والدتهما في سانت لويس بولاية ميسوري. ويعتدي السيد فريمان رفيق والدتها على الطفلة مايا البالغة من العمر ثمانية سنوات جنسيًا، ويغتصبها. ووجدته المحكمة مذنبًا (أثناء محاكمته)، ولكنه يهرب من عقوبة السجن، ويتم قتله، ويظن البعض قيام أعمام مايا بقتله. ودفع هذا الحادث المؤلم، وما تبعه من إجْراءات المحكمة، مايا إلى الاِنْزِواء، والوحدة، والاِعْتِزال عن الناس، ما عدا أخاها بيلي، حيث رجعت معه ثانية إلى الجدة. وينتاب مايا الشعور بالذنب، وتتوارى عن أعين الجميع، حتى شقيقها. وبعد عودتهما إلى إيستامبس، لا استمتر منعزلة عن العالم المحيط بها، وتلزم الصمت تقريبًا، حتى تلتقي مع السيدة بيرثا فلاورز، «أرستقراطية من السود في إيستامبس»، التي تشجعها من خلال الكتب، والاتصالات على استعادة صوتها، وروحها المعنوية مرة أخرى. ونتيجة لمجهودها الجبار مع مايا، نجحت مايا في الخروج من قوقعتها.
وفي وقت لاحق، تقرر موما إرسال أحفادها إلى والدتهم في سان فرانسيسكو بكاليفورنيا؛ لحمايتهم من أخطار العنصرية في إيستامبس. فتَلتحق مايا بمدرسة جورج واشنطن للثانوية، وتدرس الرقص، والدراما بعد حصولها على منحة دراسية في مدرسة لابور بكاليفورنيا. وقبل التخرج، تصبح أول امرأة ذات بشرة سوداء تقود الترام في سان فرانسيسكو. وفي حين أنها لا تزال في المدرسة الثانوية، تقوم مايا بزيارة والدها في جنوب كاليفورنيا في إحدى أمسيات الصيف، واِكْتَسَبَت بعض الخبرات الجوهرية، والحاسمة في طريقها نحو التقدم، والتنمية. وتقود لأول مرة سيارة، عندما اِضْطَرَّت إلى نقل والدها المخمور إلى البيت طوال رحلة من المكسيك. وأصبح لها أولى تجاربها مع التشرد، الذي استمر لفترة قصيرة، بعد شجارها مع رفيقة والدها. وأثناء دراستها قرأت، وأحبت مسرحيات شكسبير، حيث قادتها إلى حب التمثيل، ودراسته.
وخلال السنة النهائية لمايا في المدرسة الثانوية، خافت أن تصبح سحاقية (التي تتعادل مع كونها خنثى)، فمارست الجنس مع صبي في سن المراهقة. فحملت، وبناءً على نصيحة شقيقها- توارت مايا عن أنظار عائلتها، حتى شهرها الثامن من الحمل، حتى تنجح في التخرج من المدرسة الثانوية. وتضع مايا مولودها في نهاية الكتاب، وتبدأ رحلتها إلى مرحلة البلوغ من خلال قبول دورها بصفتها أم لابنها الرضيع.

## الأسلوب والنوع

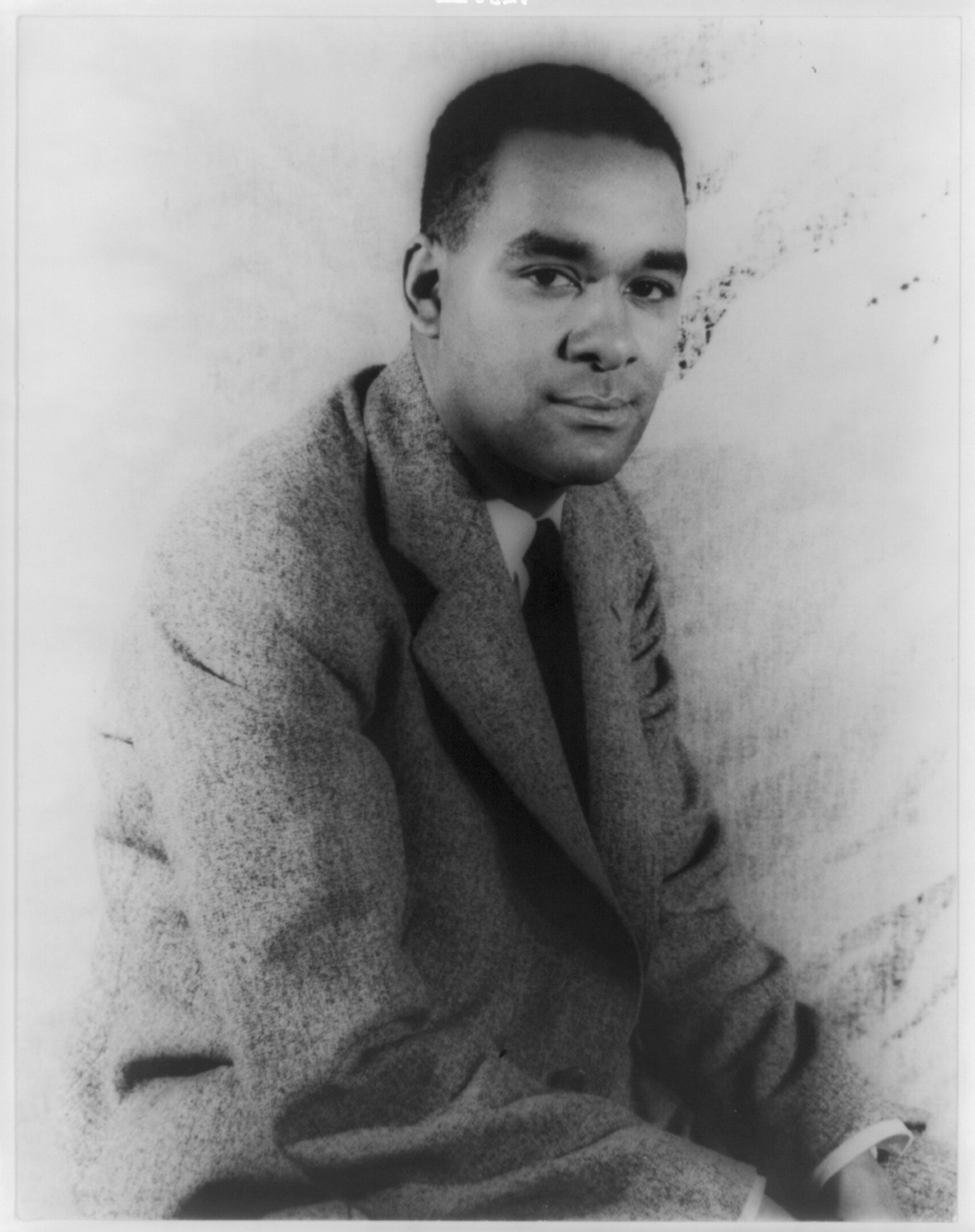
أدرك سبب تسمية لماذا يغرد الطائر الحبيس باسم "Bildungsroman"، أو قصة من وحي الخيال، وهي تركز على نمو البطل\البطلة من المراهقة إلى البلوغ.

أعلم سبب تسمية «لماذا يغرد الطائر الحبيس» باسم "Bildungsroman"، أو قصة من وحي الخيال، وهي تتركز على نمو البطل\البطلة من المراهقة إلى البلوغ. وعلى الرغم من إنها سيرة ذاتية، فتقارنها الناقدة ماري جين لبتون مع رواية جورج إليوت الطاحونة على النهر فلوس. ووفقًا للبتون، يتقاسم الكتابين أوجه التشابه التالية: التركيز على الإرادة القوية للبطلات الشابات، اللوائي يتميزن بعلاقاتهن المتينة مع أشقائهم، ودراسة لدور الأدب في الحياة، والتأكيد على أهمية الحياة الأسرية، والمجتمعية، ومدى الترابط الأسري بين العائلات. ومثل روايةريتشارد رايت «ابن البلد»، بطل الرواية في الطائر الحبيس يقدم مثالًا على كيفية بقاء شاب أفريقي على قيد الحياة. وكما صرحت الناقدة سوزان جيلبرت، لم تروِ أنجيلو قصة حياة فرد واحد، ولكن قصت حياة جماعة. ويتفق الباحث سلوين كودجو مع وجهة نظر سوزان، فيرى أنجيلو ممثلًا لاِتِّفاقِيَّة السيرة الذاتية للأفارقة-الأميركيين، مثل إشَارَة (رمز) للعامة إنها تتحدث عن حياة مجموعة كاملة من الناس.
وقامت أنجيلو بمحاولة متعمدة منها أثناء كتابة الطائر الحبيس في تغيير البناء المعتاد للسيرة الذاتية بالنقد، والتغيير، وتوسيع هذا النوع. ويؤدي استخدامها لتقنيات الخيال في الكتابة: الحوار، والشخصيات، والتنمية الإنشائية في كثير من الأحيان إلى تصنيف المُقيمين لكتبها بأنها سيرة ذاتية، يكتبها الكاتب لنفسه، ويضاف إليها قدر من الوحي. وتصر لبتون إن جميع السير الذاتية، التي تكتبها أنجيلو عن نفسها تتوافق مع البناء القياسي للأجناس الأدبية: فيكتبها مؤلف واحد، ومرتبة ترتيبًا زمنيًا، وتحتوي على عناصر الشخصية، والتقنية، والموضوع. وفي مقابلة عام 1983 مع كلوديا تيت الناقدة الأدبية الأمريكية من أصل إِفْريقِيّ، تقوم أنجيلو بتصنيف كُتبها تحت مسمى السيرة الذاتية، التي تؤرخ تاريخ حياتها.

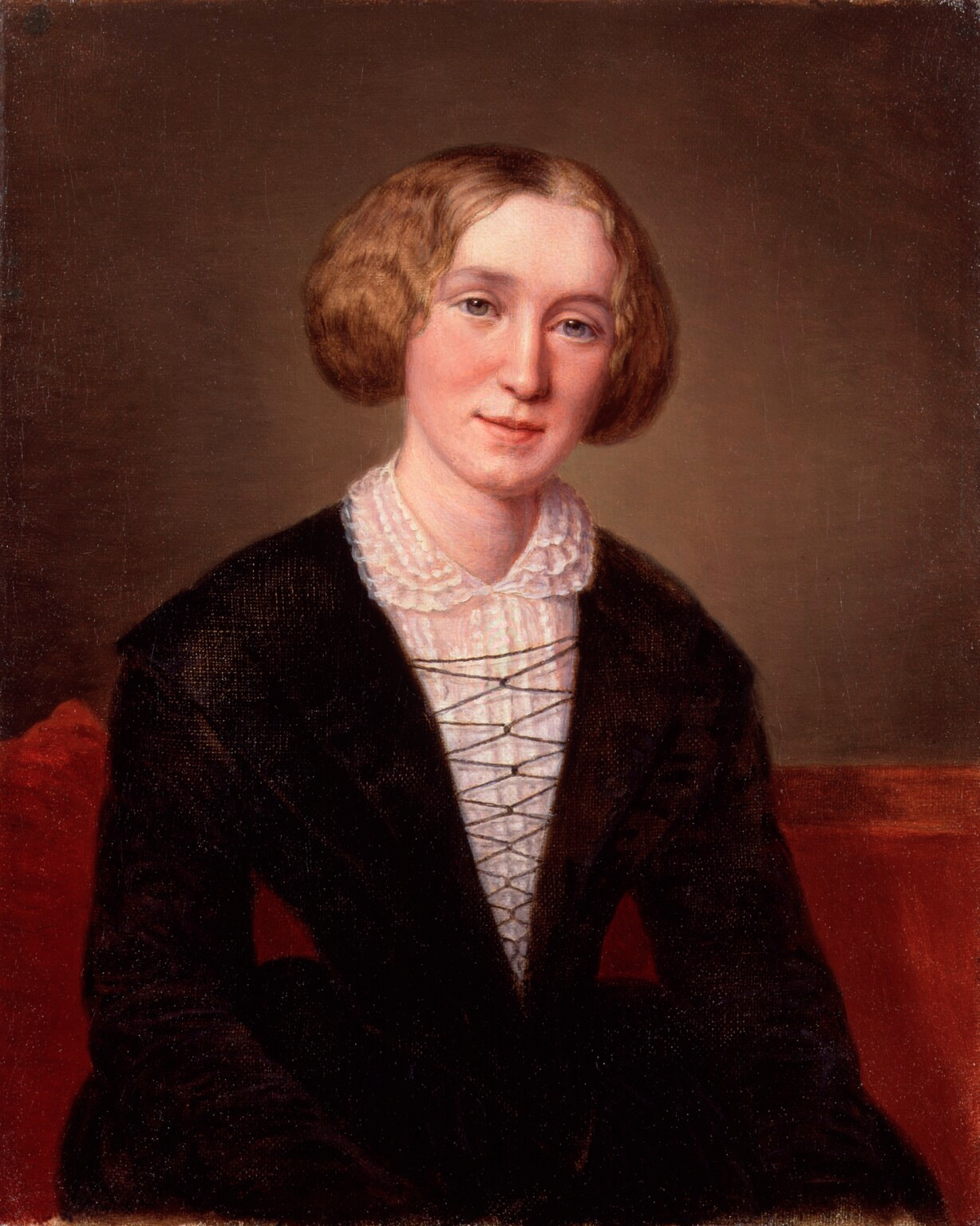
جورج إليوت - ماري آن إيفانس

وعند الحديث عن استخدامها لفن السيرة الذاتية، تقر أنجيلو إتّبَاعها لتقليد سرد الرقيق من «يتحدث بصيغة المفرد (I) عن صيغة الجمع (We)، وتتحدث دائمًا باستخدام (أنا)، بمعنى 'نحن'». وطوال أحداث القصة، تستخدم صوت السرد بصيغة المتكلم في السير الذاتية، بل تشمل أيضًا عناصر شبة خيالية، التي يتم روايتها من منظور طفل، التي «يصوغها راو راشد بدهاء». وتَستخدم صوتين متميزين، أحدهما صوت الكاتب الراشد الواعي، والآخر صوت الطفل، الذي هو محور تركيز الكتاب، التي تسميها أنجيلو «شخصية مايا». وتصرح أنجيلو بأن الحفاظ على التمييز بين نفسها، وبين «شخصية مايا» «أَشْبَهَ بالمستحيل»، ولكنه ذا «ضرورة بالغة». ويقترح الباحث ليليان آرنسبرج بإن أنجيلو «تنتقم لآلام الطفل المعقود اللسان، والعاجز» باستخدام السخرية، وطرافة (خفة دم) الكبار.
وتعترف أنجيلو بأن كتبها تطوي جوانب خيالية، فهي تميل إلى "اخْتِلاف المفهوم التقليدي للسيرة الذاتية بكونه حقيقة راسخة". فهي صاحبة نهج يحذو حذو ميثاقات العديد من السير الذاتية للأمريكيين من أصل إِفْريقِيّ، التي تم كتابتها خلال فترة التحرير من العبودية في الولايات المتحدة الأمريكية، عندما تخضع الحقيقة للرقابة؛ لأغراض الحماية الذاتية. ويصنف المؤلف ليمان بي هاجن أنجيلو ضمن التقليد العريق للسيرة الذاتية للأميركين من أصل إِفْريقِيّ، لكنها تصر على أنها أَبْدَعَت في تفسير فريد من نوعه لشكل السيرة الذاتية. وفي مقابلة عام 1998 مع الصحفي جورج بليمبتون، ناقشت أنجيلو مسار العملية، التي تمر به أثناء الكتابة، و "مفهوم الأنزلاق أحيانًا للحقيقة في القصص غير الروائية (الخيالية)"، وفي المذكرات. وعندما سألها عَمّ إذا كانت تقوم بتغيير الوقائع؛ لتحلق مستوي قصتها في الجو، وترفع من قيمته، صرحت قائلة: "في بعض الأحيان، أقوم بمزج ثلاث، أوأربع أشخاص، وذلك لأن جوهر الحكاية، التي تدور حول شخص واحد فقط لن يمنحها القوة، والتأثير المطلوب". وعلى الرغم من عدم اعْتِراف أنجيلو أبدًا بتغيرها الوقائع في قصتها، فقد استخدمتها؛ للتأثير على القارئ، كما صرح هاغن: "نفترض إن 'جوهر التاريخ' في أعمال أنجيلو هو زمن المضارع"، كما أضاف هاجن أيضًا تبدع أنجيلو في زيادة بعض الأحداث؛ لتزيد من متعة، وتشويق القارئ". ويوافق روبري لوميس- محرر أنجيلو- على هذه الفكرة، ويصرح إنها قادرة على إعادة كتابة أي من كتبها، عن طريق تغيير الترتيب الزمني للوقائع؛ مما يؤثر تأثيرًا مختلفًا على القارئ.
وينظر الباحث جوان أم براكستون للطائر الحبيس نظرة المثال، الذي يحتذي حذو السير الذاتية، التي كتبتها نساء من أصل إِفْريقِيّ في السنوات، التي أعقبت حركة الحقوق المدنية. ويعرض الكتاب الموضوعات المشتركة في السيرة الذاتية، التي كتبتها هؤلاء النساء: الاِحْتِفَال بالأم ذات البشرة السوداء، ونقد العنصرية، وأهمية الأسرة، وكذلك الترابط الأسري، والسعي من أجل تحقيق الاستقلال، والكرامة الشخصية، والتعريف بالذات. وتعرض أنجيلو وجهة نظرها الفريدة من نوعها في السيرة الذاتية الأمريكية، من خلال إزاحة الستار عن قصة حياتها، من خلال الراوية، وهي أُنْثَى ذات بشرة سوداء، وفي بعض الأحيان طفلة، وأحيانًا أخرى أم. ويطلق الكاتب هيلتون أليس على أنجيلو لقب إحدى «رواد كشف النفس»؛ لرغبتها في التركيز بكل أمانة، وصراحة على الجوانب السلبية لشخصيتها، وخياراتها السيئة. وعلى سبيل المثال، عندما كانت أنجيلو تقوم بتأليف سيرتها الذاتية الثانية، في كتاب «اجتمعوا جميعًا في اسمي» أعربت عن قلقها حول رد فعل القُراء، عندما تفصح بأنها عاهرة. وأقنعها زوجها بول دو فو بنشر الكتاب، من خلال تشجيعها على «الإفصاح عن الحقيقة بصفتها كاتبة»، و «أن تكون صادقة في كتابة هذا الموضوع».

## الفكر الرئيسة
لاحظ الناقد بيار أية وولكار، عندما كتبت أنجيلو «أعرف لماذا يغني الطائر الحبيس» في نهاية الستينيات من القرن العشرين (1960s)، إن الوحدة العضوية إحدى السمات الضرورية، والمقبولة في الأدب، ويتمحور أحد أهداف أنجيلو حول تأليف كتاب، يحقق هذا المعيار. ولم تكن بنية النص، التي تشبه سلسلة من القصص القصيرة، مرتبة ترتيبًا زمنيًا، ولكنها تتسم بالموضوعية إلى حد ما. ويرى وولكار إن أنجيلو نجحت في التأكيد على الهوية، والعنصرية، والاغتصاب، ومحو الأمية، وعلى الرغم من نجاحها أيضًا في جودة السرد، والعرض،  كما صرح هاجن، فهي قسمت الكتاب إلى ثلاثة أجزاء: الوصول، والإقامة، والمغادرة، من الناحية الجغرافية، والنفسية.

### الهوية
وخلال تتابع أحداث كتاب الطائر الحبيس، تنتقل مايا- التي تم وصفها بأنها «أصبحت شخصية ذات طابع رمزي، تعبر عن كل فتاة ذات بشرة سوداء نشأت في أمريكا»،  من كونها مجرد ضحية للعنصرية، بالإضافة إلى عقدة النقص، إلى فرد مدرك لذاته، ولأهميته، فتستجيب لتلك العنصرية بكرامة، وإِحْساس قوي بهويتها. وصرحت العالمة ماريا لوريت المؤيدة للحركة النسائية إن «تشكيل الهوية الثقافية للإناث» يندمج مع السرد في الكتاب، فأصبحت مايا «نموذجًا تحتذي به المرأة ذو البشرة السوداء»،  كما أضاف الأديب العالمي دوللي ماكفرسون ذو الأصل الإفريقي إن أنجيلو عند انتقالها من مرحلة الطفولة إلى مرحلة الشباب، تستخدم ببراعة فائقة«الأسطورة المسيحية»؛ تعرض موضوعات عن الموت، والإحياء، والبعث. ويضع الباحث ليليان آرنسبرج هذا العرض تحت مسمى «فكرة الهوية» لمايا أنجيلو، وتعد أيضًا الفكرة الرئيسية في سرد أنجيلو. فحياة مايا غير المستقرة في ذلك الكتاب توحي بالشعور بذاتها، «كما يظهر بشكل دائم في عملية التحول، من الموت، والولادة من جديد، بكل ما فيها من تداعيات.» 
كما يشير لوريت بإن أنجيلو، وكاتبات أخريات في أواخر الستينيات، وبداية السبعينيات من القرن العشرين فضلوا استخدام السيرة الذاتية، ليعيدوا رسم طريقة حياة المرأة، وهويتها في مجتمع ذكوري عن طريق كتابتهن. وحتى ذلك الفترة، لم يتم وصف النساء ذو البشرة السوداء بواقعية في قصص الخيال الإفريقية-الأمريكية، وكذلك في السير الذاتية، فلذلك تعد أنجيلو إحدى أوائل من كتب عن السيرة الذاتية للسود، كما على حد تعبير كودجو "المغزى قوي، وأصيل عن [الأفارقة-الأميركيين ]، وبخاصة الأنوثة، في سعيها من أجل التفاهم، والمحبة، بدلًا من المرارة، واليأس". ويرى لوريت علاقة بين السير الذاتية لأنجيلو، كما يسميها "القصص الذاتية"، واستخدام النساء لصيغة المفرد (أنا) في السرد"، وبين استخدام صيغة المفرد في القص الخيالي (على سبيل المثال: غرفة المرأة للكاتبة مارلين فرنش، والمفكرة الذهبية للكاتبة دوريس ليسينغ،) كتبوا خلال نفس الفترة. ويوظف كلا الأجناس الأدبية الراوي بوصفه بطل الرواية، و "الاعتماد على الوهم في المغزى".
وتفاقم ألم مايا- لكونها فتاة مشردة-لوعيها بتشردها. فهي «الطفلة المنسية»، ويجب أن تتأقلم مع «واقع لا يمكن تصوره»، بصفتها فتاة غير محبوبة، وغير مرغوب فيها؛ تعيش في عالم قاس، لم يعرف مفهوم الجمال إلا البيض، ويرفضها ببساطة؛ لأنها فتاة سوداء. وأضفت مايا صفة ذاتية على الامْتِعاض، وحالة الرفض، التي شهدتها- فكان إيمانها بقبحها «لا حدود له». ويظن ماكفرسون إن مفهوم الأسرة، أو ما أطلق عليه لبتون «مخاوف القرابة»، في كتب أنجيلو يجب أن يكون مفهومًا في ضوء تشريد الأطفال في بداية الطائر الحبيس. وأسفر إرسالهم بعيدًا عن والديهم عن رفض نفسي عن السعي وراء الحب، والقبول، وتقدير الذات لكل من مايا، وبيلي.
ويتفق لوريت مع غيره من العلماء باستخدام أنجيلو للعديد من الأدوار، والتجسيد، والهويات طوال الكتاب؛ لتوضيح كيفية ترابط القمع، والتاريخ الشخصي. وعلى سبيل المثال، في الطائر الحبيس، تبين أنجيلو "العادة العنصرية"  في إعادة تسمية من الأفارقة الأميركيين، كما هو مبين عندما يصر رب عملها الأبيض على تسميتها "مريم". وتصف أنجيلو هذه التسمية باسم "الرعب من الجحيم في تسمية "المرء" باسم آخر. ويصف العالم ديبرا ووكر كينج بكونه ذلك التغيير في الاسم إهانة عنصرية، واعتداء ضد عرق مايا، وصورة الذات. ووفقًا للباحث سيدوني آن سميث، تؤكد إعادة تسمية مايا بمشاعرها بالقصور، ويستهزئ بهويتها، والفردية، والتفرد. وتفهم مايا إنه سيتم إهانتها، وستثور السيدة؛ لكسرها الطبق المفضل للسيدة كولينان.
ووقعت حادثة في الكتاب، التي ساعدت في دعم هوية مايا، ألا وهي رحلتها إلى المكسيك مع والدها، ووجب عليها قيادة السيارة لأول مرة. ولتناقضها مع تجربتها في إيستامبس، وفي نهاية المطاف مايا «تسيطر على مصيرها». وتعد هذه التجربة مرحلة أساسية؛ لنمو مايا، وكذلك الحادث، الذي يليها، وبعد فترة قصيرة من التشرد، بعد مجادلتها مع صديقة والدها. وتمنح هاتان الحادثتان لمايا معرفة تقرير مصيرها، وتأكيد احْتِرامها لذاتها.
ومن بداية فصول الطائر الحبيس، الأمومة هي «الموضوع السائد»  في السير الذاتية لأنجيلو. وترجح الباحثة ماري بروجر إن السير الذاتية للإناث السود مثل أنجيلو فضحت الصور النمطية للأمهات الأميركيات من أُصُول إفريقية باسم «المربية، والأم الحاكمة»، وقدمت لهم ضرورة وجود «دور الإبداعية، والوفية». ويظن لبتون إن بناء حبكة أنجيلو، وتطور شخصيتها تأثر بحافز نفس الأم/الطفل، الذي وجد في عمل نهضة هارلم للشاعر جيسي فوسيت. وخلال السنوات الخمس الأولى من حياتها، مايا تفكر في نفسها بكونها يتيمة، وتجد راحة في ظنها إن أمها اِنْتَقَلَت إلى الرفيق الأعلى. وتعبر مشاعر مايا، وعلاقتها مع والدتها، التي تلقي اللوم عليها؛ لتخليها عنها، وعن أنفسهم من خلال التناقض، و «قمع العدوان العنيف». وعلى سبيل المثال، قامت مايا، وشقيقها بتحطيم أول هدايا عيد الميلاد، التي بعثتها لهم والدتهم. ولم يتم الإفصاح عن هذه المشاعر القوية، حتى نهاية أحداث الكتاب، عندما تصبح مايا أمًا، ويصبح لوالدتها أخيرًا الوجود المربي، التي تتوق له مايا. وتغير التأثير الأموي الرئيسي في حياة مايا؛ فتصبح فيفيان شريكًا أكثر فاعلية، في حين تصبح موما أقل فعالية لمايا، قبل أن تصبح أمًا، تنتقل من مرحلة الطفولة إلى مرحلة البلوغ. وكان أخوها (بيلي) الوحيد، الذي يقف معها في كل المحن، يساندها، ويحنو عليها، ويساعدها على اَلِانْتِصَار على إحْساسها بالوضاعة، ويعاملها بكل الكرامة، واحْتِرام بعيدًا عن الشفقة، حتى بعد اغْتِصابها.

### التمييز العنصري

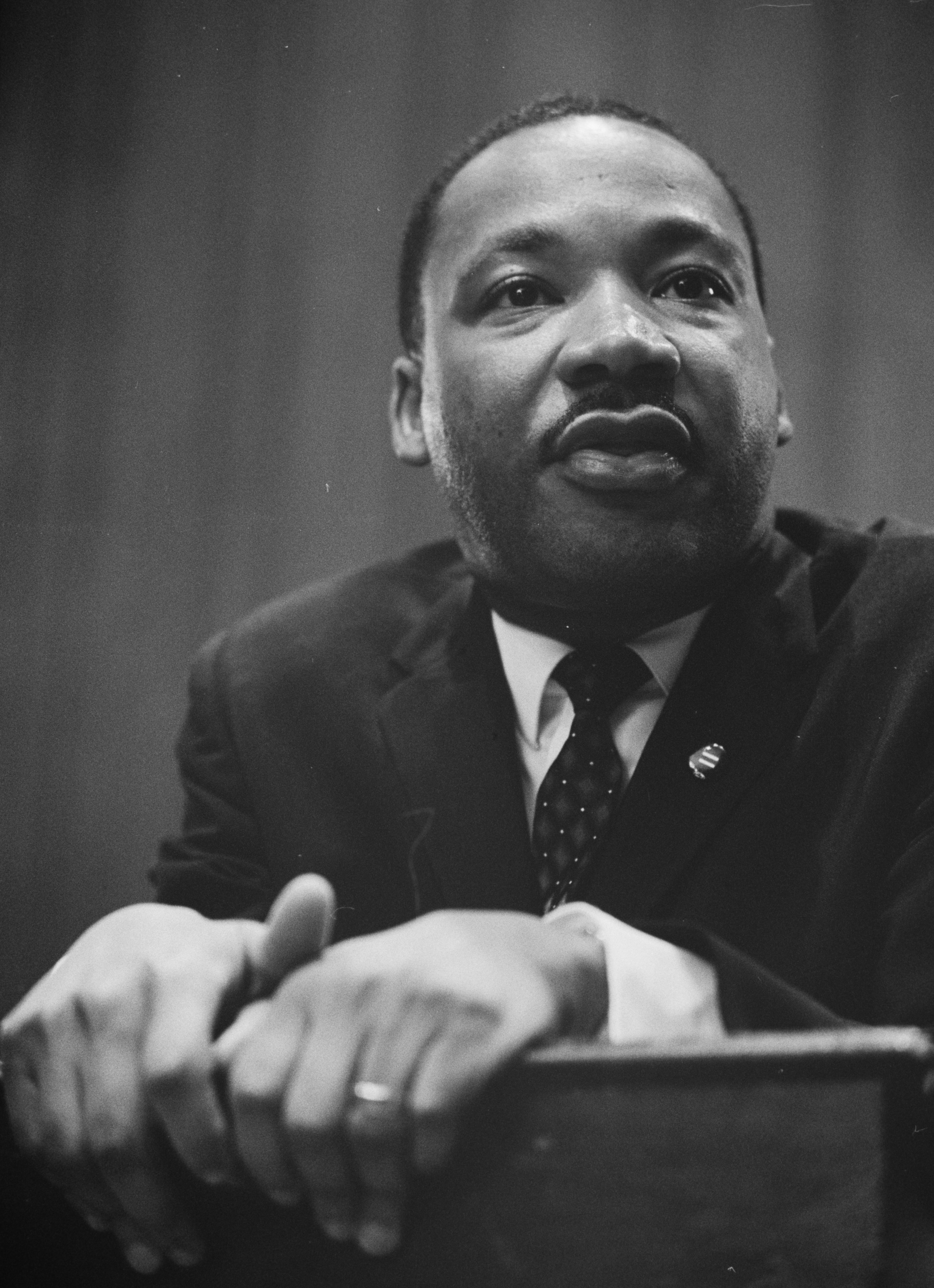
قبل كتابة الطائر الحبيس بعدة سنوات، عملت أنجيلو مع الدكتور مارتن لوثر كينغ الابن في مؤتمر القيادة المسيحية الجنوبية خلال الستينيات من القرن العشرين؛ لمكافحة العنصرية.

لا تحاط إيستامبس، أركنساس- كما هو مبين في الطائر الحبيس- إلا بالقليل من «الغموض الاِجْتِمَاعِيّ»؛ فهو عالم عنصري مقسم بين البيض، والسود، وبين الذكور، والإناث. ويصنف ألس هذا التقسيم بإنه تفرقة بين «الخير، والشر»، ويلفت النظر إلى ما شهدته أنجيلو من الشر في مجتمعها، الذي يتم توجيهه إلى المرأة السوداء، شكل حياة الشابة أنجيلو، وكون وجهة نظرها في مرحلة البلوغ. وتستخدم أنجيلو استعارة الطائر، الذي يكافح؛ للهروب من قفصه، بوصفها في قصيدة بول لورنس دنبار صورة مركزية طوال حياتها في سلسلة السير الذاتية، التي كتبتها. ومثل العناصر المستخدمة داخل السرد في وصف السجن، يمثل الطائر الحبيس سجن أنجيلو الناتج عن العنصرية، والاضْطِهاد. وتستحضر أيضًا استعارة الطائر في قفصه:«ذلك التناقض المفترض حدوثه عندما تغني الطيور في خضم نضالها للخروج». ويسمي الباحث أرنيس بي كيلي الطائر الحبيس «لائحة اِتِّهام رقيقة للأنوثة الأمريكية البيضاء»،  ويضيف هاغن إلى هذا المفهوم، مشيرًا إلى أن الكتاب هو «قصة مفزعة من هيمنة البيض».
وأطلق البعض على الطائر الحبيس «ربما السيرة الذاتية الأكثر إرْضاءً من الناحية الجمالية، المكتوبة في السنوات، التي أعقبت عصر الحقوق المدنية». ويوافق الناقد بيار أيه وكر، ويصنفه وفقًا لتقليد الأدب الأمريكي الإفريقي نوعًا من الاحتجاج السياسي. وتوضح أنجيلو، من خلال مشاركتها في مجتمع السود من إيستامبس، وكذلك عرضها لشخصيات عنصرية حية، وواقعية، و «اِبْتِذَال مواقف البيض من الجنوب تجاه الأمريكيين من أصل إفريقي»،  وفهمها المتطور لقواعد البقاء على قيد الحياة في مجتمع عنصري. وتحتوي السير الذاتية لأنجيلو، التي تبدأ من الطائر الحبيس، مارًا بسلسلة من الدروس حول مقاومة الظلم. ويقود التسلسل، التي وصفته أنجيلو، لكونها بطلة الرواية، من «الغضب، والسخط، الذي لا حول لهم، ولا قوة، إلى شكل من أشكال المقاومة الخفية، وأخيرًا إلى الاحْتِجاج الصريح، والنشط».
ويصر وكر على أن علاج أنجيلو لقضية العنصرية هو ما يمنح السير الذاتية الوحدة الموضوعية، ويبرز أحد الموضوعات الرئيسية، وهما ظلم العنصرية، وكيفية محاربته. ويساعد بناء حبكة الطائر الحبيس على توضيح هذه الفكرة. وتبدأ أحداث الطائر السجين، مثل معظم السير الذاتية، بأولى ذكريات أنجيلو، ولكنها ترتبط ترتيبًا غير زمنيًا. فعلى سبيل المثال، وصف فتيات وايت تراش (بالإنجليزية: "powhitetrash")، وهم يسخرون من جدة مايا، وذلك جلى واضحًا في الفصل الخامس، عندما بلغت مايا عامها العاشر تقريبًا، بعد عامين من اغْتِصابها، الذي يحدث في الفصل الثاني عشر. وكان رد فعل مايا تجاه تلك الحادثة مع فتياتوايت تراش (بالإنجليزية: White trash) وتجاه الغضب، والسخط، والإذلال، وقلة الحيلة، ولكن علمتها موما كيفية الحفاظ على كرامتهم الشخصية، والكبرياء في التعامل مع العنصرية. ويدعو وكر طريقة موما في التعامل مع تلك المعضلة ب«إستراتيجية المقاومة الخفية»،  ويسميها ماكفرسون «مسار الكريم في القدرة الصامتة على التحمل».
في رعشة خوف
من أشياء لا يعرفها
لكن مازال يتوق إليها
فيسمع لحنه
من أقصى التل
لأن الطير المحبوس
وخلال أحداث الكتاب، تؤكد أنجيلو على أن نهج موما لمواجهة العنصرية بمثابة حجر الأساس؛ للاحْتِجاج بنشاط، ومكافحة العنصرية. ويصور موما بسيدة واقعية، تتمتع بالصبر، والشجاعة، والصمت، الذي ضمن بقاء، ونجاح أولئك، الذين أتوا من بعدها. وعلى سبيل المثال، تكسر مايا حاجز السباق ل تشغل وظيفة أول قاطعة تذاكر، زنجية، في الترام بسان فرانسيسكو،
 وتستجيب بحزم للمعاملة المهينة من رب عملها الأبيض البشرة السيدة كولينان. بالإضافة إلى ذلك، يوضح وصف أنجيلو مجتمع السود القوي، والمتماسك من إيستامبس كيفية تخريب الأفارقة-الأميركيون للمؤسسات القمعية في الصمود أمام العنصرية. ويصر أرنسبرج إن أنجيلو توضح كيف إنها، وهي طفلة سوداء، تتَطَوَّرُ إِلَى «الكراهية العنصرية»، ومشتركة في أعمال الكثير من الروائيين، وكتاب السير الذاتية من السود المعاصرين. وفي البداية، تود مايا أن تصبح بيضاء؛ لأن تربية السود في أمريكا (للبيض فقط) أمر خطير، وفي قت لاحق، تسلط الضوء على اِزْدِراء الذات، وتحتضن الهوية العرقية بقوة.

### الاغْتِصاب
يهيمن علي وصف أنجيلو التعرض للاغْتِصاب باِعْتِبَارها طفلة تبلغ من العمر ثماني سنوات في سيرتها الذاتية، على الرغم من الإِيجاز في وصفه في النص. وتقارن الباحثة ماري فرميليون علاج أنجيلو للاغْتِصاب بعلاج هارييت يعقوب في الحوادث، التي ذكرتها في سيرتها الذاتية في حياة الأمَة. وتستخدم كل من يعقوب، وأنجيلو الاغْتِصاب كرمز؛ لمعاناة الأمريكيين من أصل إفريقي؛ تستخدم يعقوب الاستعارة؛ لنقد الثقافة، التي تسمح باِمْتِلاك الأرقاء، في حين تستخدم أنجيلو لاستيعاب أولًا، ثم تحدي المفاهيم العنصرية في القرن العشرين من الجسد الأنثوي الأسود (أي أن الأنثى السوداء غير جذابة). الاغْتِصاب، وفقًا لفرميليون، «يمثل صعوبات لفتاة سوداء في السيطرة، وفهم، واحْتِرام كل من جسدها، وكلماتها».
ويلاحظ أرنسبرج إن موضوع اغْتِصاب مايا متصل بموضوع الموت في الطائر الحبيس، كما يهدد السيد فريمان بقتل شقيق مايا- بيلي-، إذا أخبرت أي شخص عن حادثة الاغْتِصاب. وبعدما تكذب مايا أثناء محاكمة فريمان، مشيرًا إلى أن الاغْتِصاب كان للمرة الأولى، عندما لمسها بشكل غير لائق، وقتل فريمان (ويفترض الناس قيام أحد أعمام مايا بقتله)، وترى مايا كلماتها كملاك الموت. ونتيجة لذلك، صممت على عدم التحدث إلى أي شخص آخر ما عدا بيلي. وتربط أنجيلو اِنْتِهاك جسدها، واِنْخِفاض قيمة كلماتها، من خلال تصوير صمتها الطويل، الذي فرضته على نفسها، والمستمر لخمس سنوات،  وكما ذكرت أنجيلو في وقت لاحق: «أظن إنني إذا تكلمت، فإن فمي سيصدر شيء من شأنه أن يقتل الناس عشوائيًا، لذلك من الأفضل عدم التحدث».
ويوضح اغْتِصاب مايا كيفية اِنْتِهاك امرأة سوداء، عندما تنتقل من مرحلة الطفولة إلى مرحلة المراهقة. ويطلق عالم الأدب الأمريكي الإفريقي سلوين أ ر كودجو على تصويره «عبئًا»: مظاهرة من «الطريقة، التي يتم اِنْتِهاك الإناث السود في سنوات العطاء، و...» الإهانة غير المبررة«للصبايا من الجنوب، عند انتقالهم حتى بلوغهم سن المراهقة». وتذهب فرميليون لأبعد من ذلك، للحفاظ على أن المرأة السوداء، التي تكتب عن مخاطر اغْتِصابها، تعزز الصور النمطية السلبية عن العرق، والجنس. وعندما تم الاستفسار بعد مرور عقود عن كيفية قدرتها على البقاء على قيد الحياة مثل الصدمة، أوضحت أنجيلو ذلك بالقول: «لا أستطيع أن أتذكر الوقت، الذي لم أكن فيه محبوبًا من أحد.»  وعندما قام نفس المحاور بسؤالها عن سبب كتابتها لهذه التجربة، أشارت إلى أنها تريد أن تثبت تعقيدات الاغتصاب. كما أبدت رغبتها؛ لمنع ذلك من الحدوث لشخص آخر، بحيث يمكن لأي شخص تعرض للاغْتِصاب كسب التفاهم، وليس إلقاء اللوم على نفسها.

### محو الأُمِّيَّة

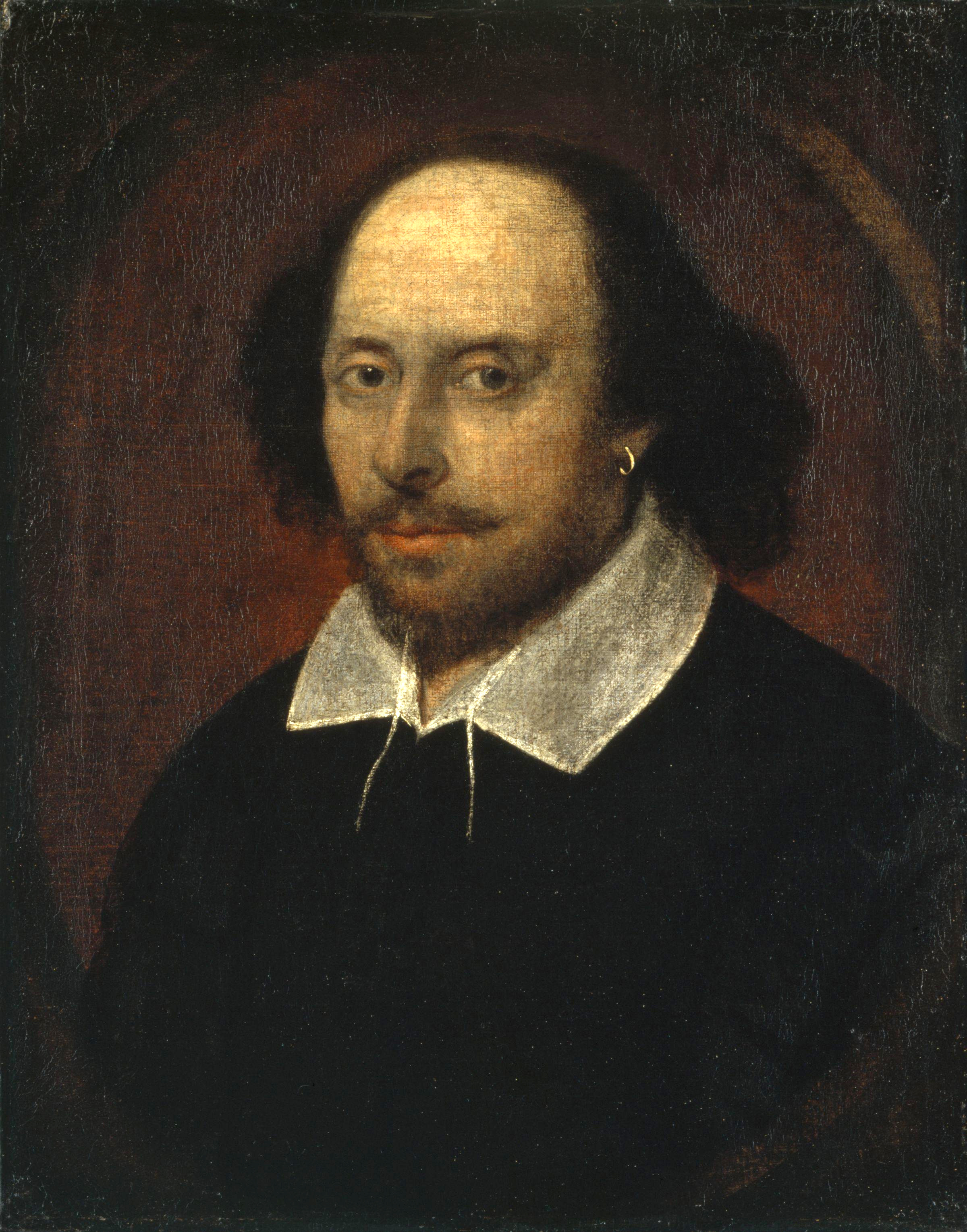
وصفت أنجيلو وليام شكسبير باعْتِباره ذا تأثير قوي على حياتها، وأعمالها، وخاصة إثبات هويته الشخصية مع المهمشين، وكتبت «كان شكسبير اِمْرَأَة سوداء».

يشير لبتون إلى أن كل السير الذاتية لأنجيلو، وخصوصًا الطائر السجين، وتكملته الفورية في «اِجْتَمَعَا معًا في اسمي»، وهؤلاء السير «معنية إلى أقصى حد بكل ما عرفته [أنجيلو]، وكيف تعلمته». ويقارن لبتون بين التعليم غير النظامي لأنجيلو من ناحية، وتعليم الكُتاب السود الأخريين من القرن العشرين، الذين لم ينالوا أية شهادات رسمية، ويتوقف على «التعليم المباشر من الأشكال الثقافية للأميركيين من أصول إفريقية». ويوازي سعي أنجيلو لتعلم القراءة، والكتابة «الأسطورة المركزية لثقافة السود في أمريكا»: فتربط الحرية، ومحو الأُمِّيَّة: استأجرت جدتها معلمة؛ لكي تساعدها على التحدث مرة أخرى، وهي بيرثا فلاورز صديقة العائلة. وقصت عليها فلاورز تراجم مجموعة من كبار الكتاب مثل تشارلز ديكنز، وويليام شكسبير، وإدغار ألان بو، دو غلاس جونسون، وجيمس ويلدون جونسون. وأثر هؤلاء الكتاب بالفعل في حياة أنجيلو، الذي قدمتهم لها السيدة فلاورز خلال فترة الخرس، التي فرضتها على نفسها، بما في ذلك إدغار ألان بو، ووليام شكسبير. وحدثتها فلاورز أيضًا عن الفنانات السود مثل: فرانسيس هاربر، وآن سبنسر، وجيسي فاوست.

 وذكرت أنجيلو، في أوائل الطائر السجين، بأنها تتشابه مع شخصية مايا؛ ف«اِلْتَقَى كل منهما بوليام شكسبير، ووقعوا في غَرامه». وترى الناقدة ماري فرميليون وجود صلة بين اغْتِصاب مايا، ورواية اغْتِصاب لوكريشا لشكسبير، التي حَفِظَتها مايا عن ظَهْرِ قَلْب، ورَدَّدَتها، عندما استعادت قدرتها على الكلام. وتحْتَجّ فيرميليون بِـإن مايا وجدت الراحة في مفهوم الهوية للقصيدة بالمعاناة. وتجد مايا الروايات، وشخصياتهم كاملة ذات مغزى، لذلك استخدمتها؛ لفهم عالمها المُحَيِّر. وتحَمَلَ بَيْنَ طَيّاتِها عالم خيالي من الكتب، فاستخدمته كوسيلة؛ للتأقلم مع اغْتِصابها، وكتبت في الطائر السجين:«... كنت واثقة في أية دقيقة تظهر والدتي، أوبيلي، أوالدبور الأخضر، أمام الباب، وينقذوني».

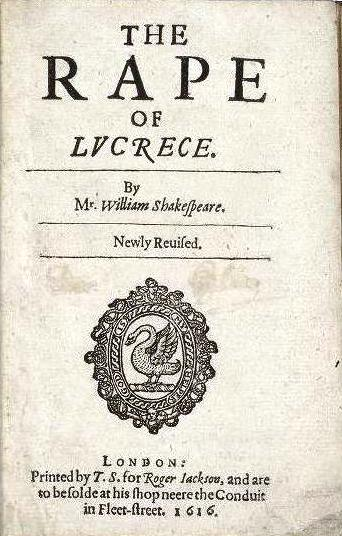
غلاف الطبعة السادسة لاغْتِصاب لوكريشا (11546).

غلاف مجلة الدبور الأخضر

ووفقًا ل وكر، قوة الكلمات هو موضوع آخر ظهر بشكل متكرر في الطائر السجين. وعلى سبيل المثال، تختار مايا عدم التحدث بعد اغْتِصابها؛ لأنها تخاف من القوة التدميرية للكلمات. وتعلم السيدة فلاورز، عن طريق تعريفها بالأدب الكلاسيكي، والشعر، عن القوة الإيجابية للغة، وتتمكن مايا من التحدث مرة أخرى. وتظهر أهمية كل من الكلمة المنطوقة، والمكتوبة مرارًا، وتكرارًا في الطائر السجين، وفي كل السير الذاتية لأنجيلو.  وأشارت إلى أهمية محو الأمية، وأساليب الكتابة الفعالة، تنصح أنجيلو مرة أوبرا وينفري في مقابلة عام 1993 ب «أفْعَل كما يفعل الأفارقة الغربيين ... الاستماع إلى نقاش عميق»، أو «تصريحات غير واضحة». ويذكر ماكفرسون:«إذا كان هناك عنصر واحد ثابت في شباب أنجيلو، ألا وهو الاعتماد على الكتب». والمكتبة العامة هي«ملاذ هاديء»، التي تنسحب لها مايا، عندماتَوَاجَهَ أزمة. ويصف هاغن أنجيلو بأنها «حكواتي بفطرته»،  مع أذن صاغية؛ لإجراء الحوار، الذي يعكس شخص مستمع جيد بتراث شفهي غني. ويصر هاغن أيضًا بإن سنوات أنجيلو من الصم، والبكم يزودها بهذه المهارة.
وتأثرت أنجيلو أيضًا بقوة بروايات الرقيق، والترانيم الروحية، والشعر، والسير الذاتية الأخرى. وقرأت أنجيلو الكتاب المقدس مرتين، عندما كانت طفلة صغيرة، وحفظت الكثير من المقاطع منه. وتأثرت كل كتابات أنجيلو بالقيم الروحانية للأفارقة-الأميركيين، ممثلة في جدة أنجيلو، وكذلك أنشطة المجتمع بداخل الكنيسة؛ حيث كانت أولى تجاربها في إيستامبس، وخاصة في الوعظ، وفي الكتاب المقدس. ويمضي هاغن قائلًا إنه بالإضافة إلى التأثر بالشكل الأدبي الغني، تأثرت أنجيلو بالتقاليد الشفوية. ففي الطائر السجين، تشجع السيدة فلاورز مايا على الاستماع بعناية إلى «الأم فيت»،  الذي يعرفها هاغن بالحكمة الجماعية لمجتمع الأفارقة-الأميركيين، على النحو الوارد في الفولكلور، والفكاهة. 
وتنبع فكاهة أنجيلو في الطائر السجين، وكذلك في جميع السير الذاتية من رحم فولكلور السود، ويتم استخدامه؛ لإثبات إنه على الرغم من العنصرية المُسْتَفْحِلة، والقمع، فإنها تزدهر، وتصبح، كما يذكر هاغن «مجتمع الأغاني، والضحك، والشجاعة». ويضيف هاغن إن أنجيلو قادرة على تقديم لائحة اِتِّهام في وجه العنصرية المؤسسية؛ فهي تضحك من عيوبها، وعِلَّة مجتمعها، و «تَوَازَنَ بين قصص قدرة السود على تحمل القمع، وبين الخرافات، والمفاهيم الخاطئة للبيض». ويمضي هاغن في وصف الطائر السجين بأنه "سيرة ذاتية لنوع البلوز"، لأنه يستخدم عناصر من موسيقى البلوز. وتشمل هذه العناصر إقرارًا، عند الحديث عن حياة المرء، والصراعات، والتصريح المكبوح للسخرية، واستخدام الاستعارات الفطرية، والإيقاعات، والنبرات. ويرى هاغن مقومات وعظ الأمريكيين من أصل إفريقي في الطائر السجين. ويخلق استخدام أنجيلو للتقاليد الشفوية الأفريقية الأمريكية شعورًا بالاِنْتِماء للمجتمع في قرائها، ويحدد أولئك، الذين ينتمون إليه.

## استقبال حافل،وإرث

### استقبال حافل، والمبيعات

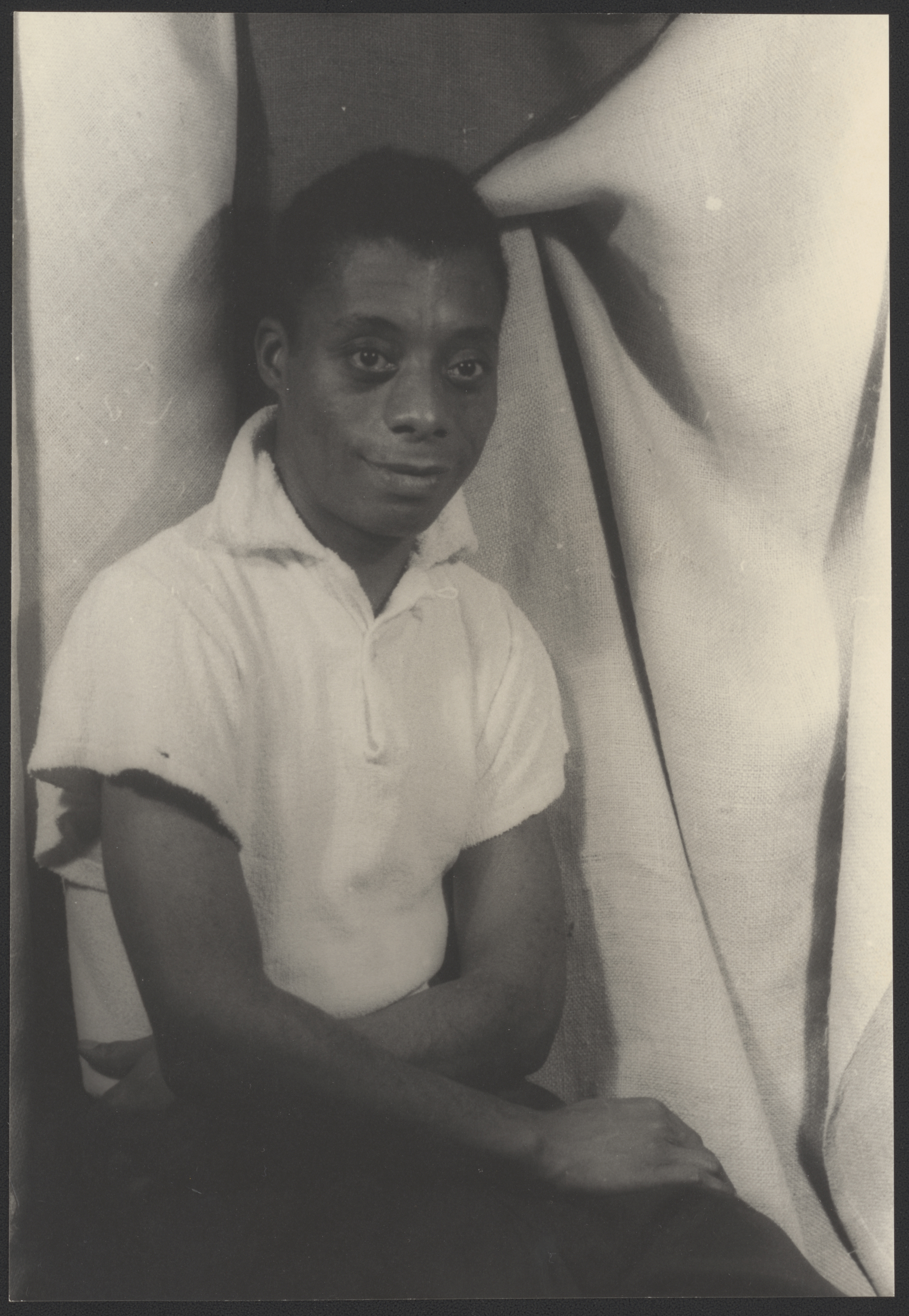
أطلق جيمس بالدوين (1955)، صديق أنجيلو، ومرشدها، على كتاب الطائر الحبيس اسم "دراسة من الكتاب المقدس عن الحياة في خضم الموت".

نال كتاب «أعرف لماذا يغرد الطائر الحبيس» الحفاوة، أكثر من أي سير ذاتية أخرى لمايا أنجيلو. ويتم الحكم بصورة منتظمة على المجلدات الأخرى، ومقارنتها بكتابها الأول. وأصبح من أكثر الكتب مبيعًا، فور نشره. وبعد نشره، أصبحت أنجيلو كاتبة مشهورة، ووفقًا لصحيفة النيويورك تايمز، تعد المؤلفة، التي «تكتب مثل هذه الأغنية، ومثل الحقيقة. وتصور الحكمة، والندم، والفكاهة في سردها للقصص على إيقاع الغنائي من اخْتِرَاعها الخاص». وقد دافع جيمس بالدوين صديق أنجيلو، ومعلمها عن كتابها قائلًا: «إنه يحرر القارئ من قيود الحياة»، ووصفه بأنه «دراسة الكتاب المقدس عن الحياة في خضم الموت». ووفقًا لكُتاب السيرة الذاتية لأنجيلو «القراء، وبخاصة النساء، ولاسيما النساء السود، حفظوا الكتاب عن ظهر قلب».
وبحلول نهاية عام 1969، لقد صنف النقاد أنجيلو طبقًا للتقليد من ضمن كتاب السير الذاتية (بالإنجليزية: autobiographers) السود. ويؤكد الشاعر جيمس بيرتولينو بإن الطائر الحبيس «أحد الكتب الأساسية، التي ولدت من رحم ثقافتنا». ويصر على «إنه ينبغي علينا جميعًا قراءته، وخاصة أطفالنا». وقد تم ترشيحه لجائزة الكتاب الوطني في عام 1970. ولم يتم نشر الكتاب، ولكنه نشر بلغات عديدة. وفي عام 1995، اِعْتَرَفَت شركة النشر لأنجيلو، التي تسمى كتب بانتام، بأن مايا سجلت الرقم القياسي (لمدة سنتين) على غلاف صحيفة نيويورك تايمز القصصي بصفتها لها أكثر الكتب مبيعًا. وبالإضافة إلى ذلك، فقد كان الطائر الحبيس كتاب من نادي الشهر، ومن ضمن سلسلة an Ebony Book Club ، وفي عام 2011، صنفت مجلة التايم هذا الكتاب ضمن المائة كتب الأفضل، والأكثر تأثيرًا، والمكتوبة باللغة الإنجليزية منذ عام  1923.
وسمى الناقد روبرت أيه جروس الطائر الحبيس «جولة عميقة في اللغة». وأصر إدموند فولر إن مدى مايا أنجيلو الفكري، والفني واضحًا وضوح الشمس في كيفية قصها لحكايتها. وأوصل الطائر الحبيس أنجيلو إلى الشهرة العالمية، والإشادة من النقاد، و «بشرت بنجاح الكاتبات الأخريات البارزات من [النساء السود]». وقد أشاد المراجعين الآخرين بِاستخدام أنجيلو للغة في كتابها، ومن ضمنهم الناقد«إي أم جيني»، الذي أفاد إن الطائر الحبيس «أحد أفضل السير الذاتية من نوعها، وأفضل من تلك، التي قرأها من قبل»، كما أشاد الناقد أر إيه جروس باستخدام أنجيلو للصور الغنية، والمبهرة.
وفي منتصف الثمانينيات من القرن العشرين، مر كتاب الطائر الحبيس بطباعة عشرين نسخة ذات الغلاف المصنوع من القماش، أوالجلد، واثنين، وثلاثين نسخة لها غلاف ورقي. وقامت أنجيلو بتلاوة قصيدتها «مع شروق شمس الصباح» في تنصيب الرئيس بيل كلينتون رئيسًا في عام 1993. ولذلك في الأسبوع التالي، اِرتَفَعَت نسبة المبيعات للنسخة ذات الغلاف الورقي من كتاب الطائرالحبيس، وكذلك أعمال أخرى نحو 300-600 في المائة. أصبح نشر ستة عشر صفحة من «مع شروق شمس الصباح» أحد أكثر الكتب مبيعًا، وفاز تسجيل القصيدة بجائزة غرامي. وأعادت مكتبة بانتام طبع 400,000 نسخة من كتبها؛ لتلبية الطلب. وذكرت راندوم هاوس، التي نشرت المجلد، وكذلك القصيدة في وقت لاحق من ذلك العام، إنها باعت جزء كبير من كتبها في يناير (كانون الثاني)لعام 1993، أكثر مما باعته طوال عام 1992، بزيادة نسبتها 1,200 في المائة.
أما عن أحد الآراء السلبية عن كتاب الطائر الحبيس، يرى المؤلف فرانسين بروس إن إدراجه في المناهج الدراسية في المدرسة الثانوية مسؤولًا جزئيًا عن «سطحية» المجتمع الأمريكي. ويطلق بروس عليه اسم«الميلودراما المناورة»، ويعد أسلوب الكتابة أنجيلو مثالًا أدنى من النثر الشعري في مذكراته. ويتهم أنجيلو بالجمع بين اثني عشر استعارة في فقرة واحدة، وب «تعتيم الأفكار، التي يمكن التعبير عنها ببساطة، وسلاسة أكثر من الطريقة، التي عبرت بها».

### التأثر
وعندما تم نشر الطائر الحبيس في عام 1969م، أشاد النقاد بكون أنجيلو إحدى كاتبات المذكرات الجدد، وواحدة من النساء من أصل إفريقي، اللاتي تمكن من مناقشة حياتهن الشخصية جهرة في ذلك الحين..". ووفقًا لما ذكره الباحث هيلتون ألس، "كانت الكاتبات السوداوات مهمشات إلى درجة وصلت إلى عدم تمكنهم الإفصاح عن هويتهن بوصفهن شخصيات محورية في الأعمال الأدبية، الذين قاموا بكتابتها«. وتم تهميش النساء السود، وخاصة الكُتاب، لدرجة إنهم لم يتمكنوا من تقديم أنفسهن على إنهن شخصيات مركزية في الحياة. وأصر الكاتب جوليان مايفيلد، على اعتبار» أعرف لماذا يغرد الطائر السجين"،" عملًا فنيًا«يستعصى وصفه»،  على أن السير الذاتية لأنجيلو تعد سابقة ليس فقط للكُتاب من النساء السود، ولكن للسيرة الذاتية للأفارقة الأمريكيين بوجه عام. وأصر إن الطائر الحبيس تميز بكونه أول الكتب، التي تتحدث عن السير الذاتية، كما صنفها ألس ب:«الكتابة عن السود من الداخل، بدون اِعْتِذار، أو دفاع.» وبفضل هذه الترجمة الذاتية، أصبحت أنجيلو شخصية معترف بها، تحظى باحْتِرَام، وتقدير كبير؛ وذلك باعْتِبارها المتحدث الرسمي للنساءالسود. ولقد جعلتها هذه السيرة«دون أدنى شك...المرأة السوداء الأكثر سطوعًا في سماء أمريكا»، وأيضًا"الصوت الأعلى الناطق بفن السيرة الذاتية في تلك الفترة". وكما ذكر الكاتب غاري يونغ: «يبدو أن حياة مايا أنجيلو تتمثل بالفعل في أعمالها على نحو يميزها عن أي كاتب آخر مازال على قيد الحياة». وأضاف ألس إنه بالرغم من الإسهام الكبير، الذي حققته«الطائر الحبيس» في زيادة كتابات النساء السود خلال فترة السبعينياتمن القرن العشرين، فإن نجاح هذه السيرة الذاتية يعزو إلى تقنية الإبداع أكثر من «الصدى، الذي خلفته في روح العصر السائدة آنذاك»، وذلك أثناء نهاية حركة الحقوق المدنية الأمريكية. وفتحت كتابات أنجيلو، التي تعد أكثر اِهْتِمامًا في كشف أغوار النفس من السياسة، أو الحركة النسوية، آفاق العديد من الكاتبات السيدات الأخريات إلى «التعبير عن أنفسهم بدون خجل من أعين العالم». وذكرت الناقدة مارجريت براكستون أن«الطائر الحبيس» من أكثر التراجم الذاتية متعة جمالية، التي قامت بكتابتها امرأة أمريكية من أصل إفريقي في عصرها.
وتم استخدام السير الذاتية لأنجيلو، وخصوصًا المجلد الأول، في النهج السردي، والمتعدد الثقافات في تعليم المدرسين. واستخدم الدكتور جوسلين أيه جلازير، وهو أستاذ في جامعة جورج واشنطن، «الطائر الحبيس»، و «اجتمعوا جميعًا في اسمي»؛ لتدريب المعلمين عن كيفية «الحديث عن العنصرية، والأعراق» في فصولهم. ويعزي استخدام أنجيلو لما تقتضيه الحقيقة، وللسخرية الذاتية، والنكتة، والسخرية، لتفتن قُراءالسير الذاتية لأنجيلو عن ماهية الشيء، الذي «أغفلته»، وهم غير متأكدين من كيفية الاستجابة للأحداث، التي وصفتها أنجيلو. وأجبرت هذه التقنيات القُراء البيض، للغوص في داخلهم؛ للكشف عن مشاعرهم حول العرق، ووضعهم المتميز في المجتمع. واِكْتَشَفَ جلازير إنه على الرغم من تركيز النقاد أين تصنف أنجيلو ضمن هذا النوع من السيرة الذاتية للأمريكيين من أصل إفريقي، وتقنياتها الأدبية، فيتفاعل القراء مع سردها «بالمفاجأة، خاصة عندما [هم] يدخلون في جو النص مع توقعات معينة حول هذا النوع من السيرة الذاتية».
وحلل المعلم دانيال شالينر، في كتابه عام 1997م «قصص الصمود في مرحلة الطفولة»، الأحداث في الطائر الحبيس؛ لتوضيح صمود الأطفال. وذكر شالينر إن كتاب أنجيلو يوفر إطارًا مفيدًا؛ لاستكشاف العقبات، التي يواجهها العديد من الأطفال، ومن بينهم مايا، وكيفية مساعدة المجتمع لهؤلاء الأطفال؛ للنجاح، كما فعلت أنجيلو. ويستخدم الطبيب النفساني كريس بوياتيز الطائر الحبيس؛ لاستكمال النظرية العلمية، والبحوث العلمية في تعليم تطوير موضوعات التنمية الخاصة بالطفل مثل: تنمية مفهوم الذات، والثقة بالنفس، وصمود الأنا، والصناعة في مقابل الدونية، وآثار الاِعتِداء، وأساليب الوالدين، والعلاقات بين الأخوة، والصداقة، وقضايا الجنسين، والتنمية المعرفية، والبلوغ، وتشكيل الهوية في مرحلة المراهقة. فقد أُطلق على الكتاب أداة فعالة للغاية؛ لتقديم أمثلة من واقع الحياة لهذه المفاهيم النفسية.

### الرقابة
ومن المرجح أن الناقدة الأدبية إلسي برنيس واشنطن، أطلقت على أنجيلو "شاعرة أمريكا الرسمية السوداء" بسبب اخْتِيَار الرئيس بيل كلينتون لها لتلقي قصيدتها " على نبض الصباح" في حفل تنصيبه 1993. واِرتَفَعَت مبيعات النسخة الورقية لكتب أنجيلو، وأشعارها بنسبة 300-600% بعد أسبوع من إلقاء قصيدتها، الأمر، الذي دفع دار بانتام بوكس إلى طباعة 400.000 نسخة من جميع كتبها، حتى تجاري الطلب. وأفادت راندوم هاوس، التي نشرت كتب أنجيلو المجلدة، ونشرت أيضًا قصيدتها في وقت لاحق من ذلك العام، إنها باعت عددًا كبيرًا من كتب أنجيلو في يناير 1993، وذلك مقارنة بالعدد، الذي باعته على مدار عام 1992، وهو ما يمثل زيادة تصل نسبتها إلى 1200%. وردًا على الانتقادات الموجهة إلى أنجيلو بشأن استخدام تفاصيل حياتها في مجال العمل،  ذكرت أنجيلو جملتها الشهيرة " وأنا أتفق مع بلزاك، ومع كُتاب القرن التاسع عشر، البيض منهم، والسود، الذين قالوا إنني" أكتب من أجل الكسب المادي". واِنْتَقَدَ العديد من الآباء كتب أنجيلو، وبصفة خاصة "أعرف لماذا يغرد الطائر الحبيس"، مما أدى إلى حذف هذه الكتب من المناهج الدراسية، وإقصائهم من فوق أرفف المكتبات. ووفقًا لهيئة التحالف الوطني ضد الرقابة على المطبوعات، اِعْتَرَضَ الآباء، واِعْتَرَضَت المدارس كذلك على تصوير " الطائر الحبيس" للسحاق، والمعاشرة قبل الزواج، والتصوير الإباحي بالإضافة إلى استخدام العنف. واِنْتَقَدَ البعض مشاهد الكتاب الجنسية الفاضحة، وطريقة استخدام اللغة، والتصورات المنافية للدين. فيمثل الكتاب تحديًا للقراء من الشباب، وبعض الكبار، لذلك أكد التربويون على أهمية إعداد المعلمين؛ لتقديم الكتاب على نحو فعال. وجاء " الطائر الحبيس" في المركز الثالث على قائمة جمعية المكتبات الأمريكية (ALA) لأكثر مائة كتاب جرأة في الفترة بين (1990-2000)،  ثم تراجع إلى المركز السادس في الفترة بين (2000–2009)،
 وواحد من عشرة كتب في أغلب الأحيان تم منعها من مكتبات المدارس الثانوية، والمدارس الإعدادية، والفصول الدراسية.

### النسخة السينمائية
تقدم النسخة السينمائية من «أعرف لماذا يغني الطائر الحبيس»، التي تم تصويرها في فيكسبيرغ، ميسيسيبي، وتم بثها في يوم 28 أبريل 1979 على سي بي اس. وقامت كل من أنجيلو، ويونورا ثونا بكتابة السيناريو، كما قام فيلدر كوك بإخراج الفيلم. ولعبت كونستانس جود الشابة الصغيرة مايا. وينضم إلى طاقم العمل من الممثلين أستير رول، وروجر أي موسلي، ودايان كارول، روبي دي، ومايج سنكلير. ويختلف مشهدان في الفيلم عن الأحداث، التي تم وصفها في الكتاب. وأضافت أنجيلو مشهد بين مايا، والعم ويلي بعد عراك جو لويس، ويعبر فيه عن مشاعره بعد التضحية؛ بعدما يهزم لويس خصمه الأبيض، كما قدمت أنجيلو تخرجها من الصف الثامن بشكل مختلف في الفيلم؛ ففي الكتاب، يقرأ هنري ريد خطاب الوداع، ويقود جمهور سود في تلاوة النشيد الوطني للزنوج، أما عن الفيلم، تقوم مايا بهذا الأداء.

## أعمال مايا أنجيلو الأخرى
ومن أهم أعمالها المطبوعة الأخرى: أعطني كأس ماء بارد، فأنا أموت (1971م)، وأرجوك جناحاي سيملآني (1975م)، وما زلت أعلو (1978م)، وكتابها الموسوم لن أتزحزح(1990م)، إلى جانب العديد من الكتابات الأدبية، والسياسية، والقصائد الشعرية القيمة، والدراما التلفزيونية، والمسرحية، التي نشرتها في الصحف الكبرى، والمجلات، ودور النشر الأمريكية، والأوربية. وتمتاز كتابات، وقصائد مايا أنجيلو بالنقد الساخر، وتتمحور حول الدفاع عن قضية الإنسان، والحرية، والسلام في العالم. ونظرًا لغزارة إبداعاتها الأدبية، والفنية، ذات الطابع الإنساني الشفاف، نالت العديد من الجوائز التقديرية من مؤسسات أدبية، وصحافية، وفنية مرموقة في أمريكا، وأوروبا، وأفريقيا.
وعرف الناس أنجيلو بسلسلة كتبها الستة، التي تناولت فيها سيرتها الذاتية، وأول كتاب فيها (أعرف لماذا يغني الطائر الحبيس في قفصه) (1969)، الذي تم ترشيحه لنيل (جائزة الكتاب القومي)، ويعد تحفة أدبية. ومجلدها الشعري (أعطني فقط جرعة ماء باردة قبل أن أموت) (1971) تم ترشيحه لنيل جائزة البوليتزر. ونالت أنجيلو تقديرًا عاليًا على مجمل عملها الأدبي، ومنحت ما يزيد عن ثلاثين شهادة فخرية. وأبدعتْ مايا أنجيلو في الشعر، والمقالة، وكتب الأطفال، والمسرحيات، وسيناريوهات الأفلام السينمائية، كما مارستْ الإخراج، والتمثيل. وفي كتابها الأول (أعرف لماذا يغني الطائر الحبيس في قفصه)، روتْ أنجيلو السنوات السبع عشرة الأولى من حياتها. وألفت مسلسل تلفزيوني بعشر حلقات، تدور فحواها حول التقاليد الإفريقية في الحياة الأمريكية، وعضوة في اللجنة الوطنية لمراقبة شؤون المرأة الدولية، وكذلك عضوة في المجلس الاستشاري النووي. فإن كتابات، وقصائد الشاعرة الملهمة مايا أنجيلو تتميز معظمها بالشفافية، وبالنقد الساخر، والدفاع عن قضية الإنسان في كل مكان، ونظرًا لغزارة إِبْداعاتها الأدبية، والفنية ذات الطابع الإنساني الخلاق، والجمالي، ونالت مايا العديد من الجوائز، والشهادات التقديرية من مؤسسات، وشخصيات أدبية، وصحافية أمريكية، وأجنبية عدة.
وتأثرت أنجيلو كثيرًا بحركة الزنوج الأمريكيين من أجل الحقوق المدنية، والمساواة في بلادها بزعامة الداعية- مارتن لوثر كينغ -، وناضلت في صفوف هذه الحركة ردحًا من الزمن، وهي شخصية رائدة، وتحظى باحْتِرَام غالبية الأمريكيين من البيض، والسود بينهم الرؤساء: جيرالد فورد، وبيل كلنتون، وباراك أوباما.

## الملاحظات
1. ↑   راندوم هاوس هي أكبر دار نشر للكتب باللغة الإنجليزية في العالم. وتأسست في عام 1925م على يد بينت كيرف، ودونالد كلوبفر. وتمتلكها منذ عام 1998م شركة بيرتلسمان، وهي شركة إعلامية ألمانية خاصة. وبلغت عائداتها عام 2006م حوالي 2.3 مليار دولار أمريكي، ويعمل بها حوالي 5700 موظف.
2. ↑   لم تحتفل أنجيلو بعيد ميلادها لعدة أعوام عقب اغتيال كينج.
3. ↑   لجأت  أنجيلو لقصيدة بول لورنس دنبار لعنوان سيرتها الذاتية السادسة"أغنية وصلت إلى عنان السماء" (2002).
4. ↑   يشتهر جوزيف لويس بارو  باسم جو لويس، هو ملاكم محترف أمريكي الجنسية، وبطل العالم للوزن الثقيل في الفترة من عام 1937، وحتى عام 1949. ويُعتبر لويس واحدًا من أعظم ملاكمي الوزن الثقيل على مر العصور. وحصل لويس على لقب براون بومبر (Brown Bomber)، الذي أثَّر على رواجها في عصر ما بعد جاك دمبسي، وذلك من خلال بناء سمعته بصفته ملاكم نزيه، ومجتهد في وقت، كانت الرياضة يسيطر عليها مصالح تقوم على المقامرة. وقد استمر عصر بطولاته 140 شهرًا متتالية، شارك خلال تلك الفترة في 26 مباراة بطولية. وفي كل الأحوال، انتصر لويس في 25 مباراة للإحتفاظ باللقب، وهو رقم قياسي لفئة الوزن الثقيل. وفي عام 2005، احتلَّ لويس المركز الأول في فئة الوزن الثقيل في كل العصور، ومنحته هذا اللقب منظمة الملاكمة الدولية للأبحاث.
5. ↑  وايت تراش، وترجمته الحرفية تعني القمامة البيضاء، هو مصطلح في الإنجليزية الأمريكية، يشير إلى البيض الفقراء في الولايات المتحدة، وأيضًا يشير إلى مناطق الريفية، التي تعيش تحت خط الفقر في أمريكا، والمصطلح يوحي إلى مجتمع منبوذ يعيش على النظام الاجتماعي.
6. ↑  وايت تراش' "powhitetrash"  (بالإنجليزية: White trash)، وترجمته الحرفية تعني القمامة البيضاء هو مصطلح في الإنجليزية الأمريكية يشير إلى البيض الفقراء في الولايات المتحدة، كما يشير إلى المناطق الريفية، التي تعيش تحت خط الفقر في أمريكا. المصطلح يوحي إلى مجتمع منبوذ يعيش على النظام الاجتماعي.
7. ↑  هناك أكثر من مائة مرجع لشخصيات أدبية في جميع السير الذاتية لأنجيلو.
8. ↑  الفلكلور  هو مجموعة الفنون القديمة، والقصص، والحكايات، والأساطير المحصورة بمجموعة سكانية معينة في أي بلد من البلاد. ويتم نقل المعرفة المتعلقة بالفلكلور من جيل إلى جيل عن طريق الرواية الشفهية غالبًا، وقد يقوم كل جيل بإضافة أشياء جديدة، أو حذف أشياء؛ لتتوافق في النهاية مع واقع حياته، التي يعايشها، وهذا الإبداع ليس من صنع فرد، ولكنه نتاج الجماعة الإنسانية ككل في مجتمع ما.     ويعزى أصل تسمية فلكلور إلى اللغة الألمانية (Volkskunde)، ومعناها بالعربية (علم الشعوب)، وكلمة فلكلور يقابلها باللغة العربية (التراث)، وهو إرثنا عن أسلافنا من الثقافة. ومن بينها السجادة السحرية.
9. ↑  هاغن، في تحليله لل الطائر السجين، راجع بدقة كل  أحداث الكتاب، ويسرد كافة الحِكايَات الشَعبِيّة، والنوادر، التي أشارت إليها أنجيلو، وكذلك التي استخدمتها.  هاغن، ص 30-45
10. ↑  اغنية كئيبة زنجية الاصل، أوالثوب الرسمى الأزرق لرجال الأسطول الأمريكى
11. ↑   كتاب نادي شهر (تأسست 1926 [125]) هو نادٍ بالولايات المتحدة لمبيعات الكتاب الإلكتروني، ويقدم كتاب جديد كل شهر للعملاء.
12. ↑  هذه المجموعة هي لأولئك، الذين يحبون قراءة الكتب، التي  كتبها الأمريكيين من أصل إفريقي.
13. ↑  جوائز الغرامي (بالإنجليزية: Grammy Awards)،  التي تقدمهم الأكاديمية الوطنية لتسجيل الفنون، والعلوم (NARAS)،  وهم أحد الجوائز الموسيقية السنوية الأربعة الكبرى في الولايات المتحدة الأمريكية. ويتم إقامة  حفل توزيع جوائز الغرامي في فبراير من كل عام، وهو يشبه إلى حد بعيد حفل توزيع جوائز الأوسكار.

## مواضيع ذات صلة
- قلب امرأة.

## وصلات خارجية
- الموقع الرسمي
- أعرف لماذا يغرد الطائر الحبيس في قاعدة بيانات الأفلام على الإنترنت
- مايا أنجيلو على قاعدة معلومات الإنترنت خارج برودواي.